# Épopée de Gilgamesh
Vous lisez un « article de qualité » labellisé en 2020.

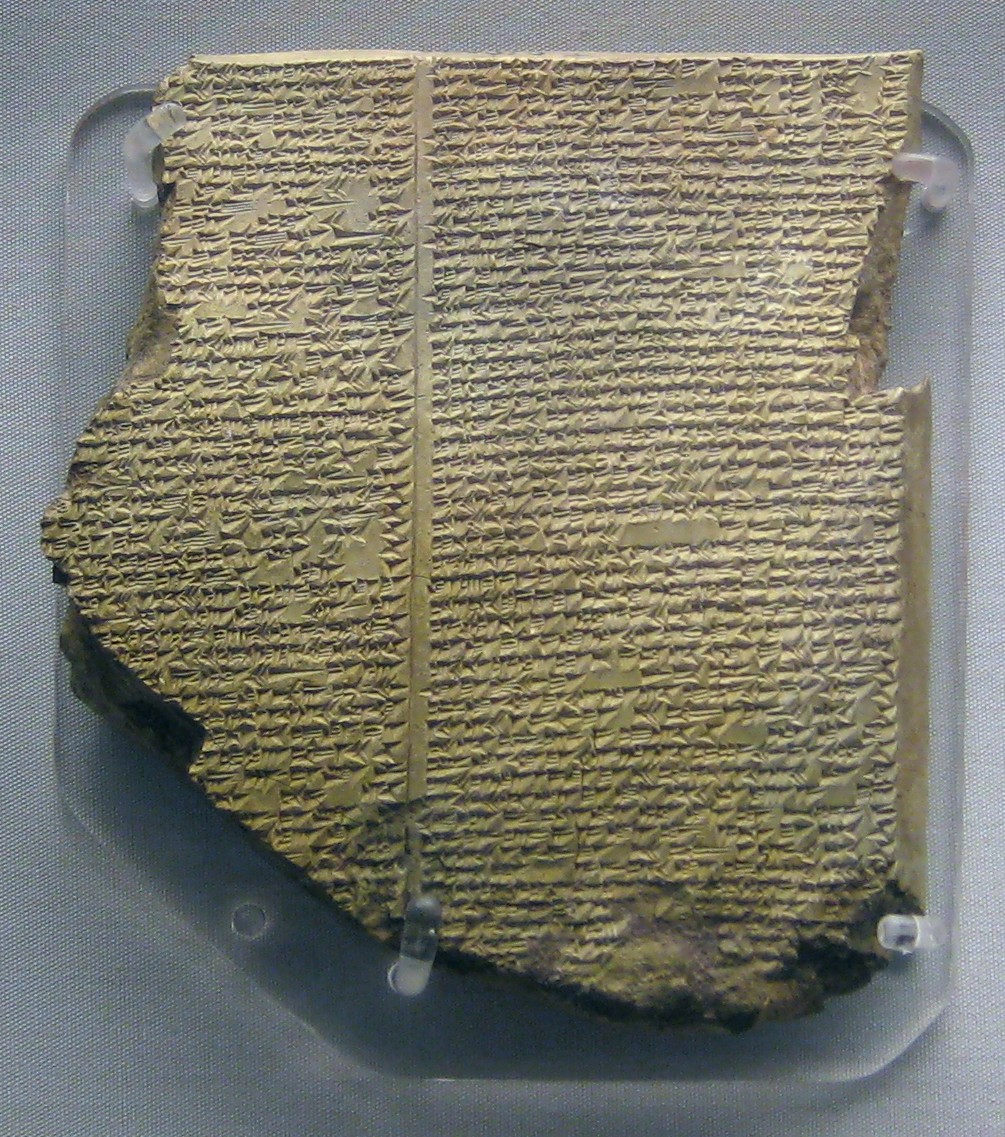
La XIe tablette de la version de Ninive de l’Épopée de Gilgamesh, relatant le Déluge. British Museum.

L’Épopée de Gilgamesh (prononcé /ɡil.ɡa.mɛʃ/) est un récit épique de la Mésopotamie et l’une des œuvres littéraires les plus anciennes de l’humanité. La première version connue a été rédigée en akkadien dans la Babylonie du XVIIIe au XVIIe siècle av. J.-C. Écrite en caractères cunéiformes sur des tablettes d’argile, elle relate les aventures de Gilgamesh, roi d'Uruk, peut-être un personnage ayant une réalité historique, mais en tout cas une figure héroïque et aussi une des divinités infernales de la Mésopotamie ancienne.
L’Épopée est un récit sur la condition humaine et ses limites, la vie, la mort, l'amitié, et plus largement un récit d'apprentissage sur l'éveil de son héros à la sagesse. Sa première partie relate les exploits de Gilgamesh et de son compère Enkidu qui triomphent du géant Humbaba et du Taureau céleste, ce dernier ayant été excité contre eux par la déesse Ishtar dont le héros a rejeté les avances. Le récit bascule avec la mort d’Enkidu, punition infligée par les dieux pour l’affront qui leur a été fait. Gilgamesh se lance alors dans la quête de l’immortalité qui le conduit jusqu’au bout du monde où réside l’immortel Uta-napishti. Celui-ci lui apprend qu’il ne pourra jamais obtenir ce qu’il recherche mais lui enseigne l’histoire du Déluge qu’il pourra transmettre au reste des mortels.
L’Épopée repose en partie sur plusieurs récits en sumérien composés vers la fin du IIIe millénaire av. J.-C. et relatant plusieurs exploits de Gilgamesh. À partir de sa première mise en forme vers le XVIIIe – XVIIe siècle av. J.-C., le texte connaît différents remaniements et circule sous plusieurs variantes durant le IIe millénaire av. J.-C., avant qu'une version « standard », relativement stable, soit écrite vers 1200 av. J.-C. et se diffuse au Ier millénaire av. J.-C. Elle serait due selon la tradition mésopotamienne à l’activité d’un scribe du nom de Sîn-leqi-unninni. Cette version, sur douze tablettes, est connue avant tout par celles retrouvées à Ninive et datant du VIIe siècle av. J.-C., mises au jour à partir des années 1850 dans la collection de textes savants désignée comme la « Bibliothèque d'Assurbanipal ». Depuis, de nouvelles tablettes exhumées dans des sites de Mésopotamie et du Moyen-Orient ont permis d'améliorer la compréhension de l’œuvre, bien qu'elle ne soit pas connue dans son intégralité.
L’Épopée connaît un grand succès dans le Proche-Orient ancien et des exemplaires sont retrouvés dans des sites répartis sur un grand espace, en Mésopotamie, en Syrie et en Anatolie. Elle a été traduite en hittite et en hourrite. Son influence apparaît également dans diverses œuvres postérieures jusqu'au début de l'époque médiévale, la mémoire des exploits de Gilgamesh ayant été préservée jusqu'à ces époques, par des canaux qui échappent largement aux historiens, mais qui sont une indication supplémentaire de la popularité de ce récit dans l'Antiquité.
La redécouverte de l’Épopée puis la publication de ses premiers extraits en 1872 par George Smith, correspondant au passage qui relate le Déluge, firent sensation en raison des parallèles qu'ils offraient avec la Bible. Par la suite, la reconstitution de l’œuvre plus complète la fit apparaître comme l'une des plus anciennes œuvres épiques connues, et l'une des premières à aborder des thématiques intemporelles telles que la gloire, l'amitié, le deuil, la crainte de la mort ou encore le voyage initiatique et la quête d'immortalité. Elle suscite depuis l'attention de divers romanciers et romancières, poètes, psychologues ou encore compositeurs et compositrices qui en ont livré des versions et interprétations modernisées ou s'en sont inspirés.

## Résumé succinct de la version «standard» de l’Épopée
Le récit commence par la présentation de Gilgamesh, roi de la cité d'Uruk, personnage sans égal par sa force et sa prestance, mais qui se comporte de façon tyrannique envers ses sujets, qui s'en plaignent aux grands dieux. Ceux-ci suscitent alors contre Gilgamesh un rival ou potentiel allié qui serait à même de juguler ses excès, Enkidu, qui est créé dans les espaces désertiques où il vit au milieu des bêtes sauvages. Gilgamesh, informé de la venue de ce personnage qui semble être son égal par sa force, dépêche une courtisane qui l'initie à la civilisation en lui faisant découvrir la sexualité puis les manières de manger, de boire et de se comporter comme un humain, le détachant ainsi du monde animal. Enkidu se rend ensuite à Uruk, où, témoin des excès de Gilgamesh, il le défie. Le combat se solde par le respect mutuel des deux hommes, qui se lient d'amitié. Gilgamesh entraîne alors Enkidu dans une aventure vers la Forêt des Cèdres, où ils vont défier le gardien des lieux, le géant Humbaba, qu'ils parviennent à terrasser. De retour à Uruk, Gilgamesh reçoit les avances de la déesse Ishtar, mais il les rejette violemment. Humiliée, celle-ci s'en plaint à son père, le dieu Anu. Celui-ci lui confie le Taureau céleste, qu'elle lâche dans la ville où il cause de grands dégâts, mais Gilgamesh et Enkidu parviennent à le tuer et commettent un nouvel affront envers la déesse. Les grands dieux décident alors de les punir et condamnent Enkidu à une mort douloureuse. Cela meurtrit profondément Gilgamesh, la perte de son précieux ami lui faisant prendre conscience de sa fragilité devant la mort. Il entame alors une longue errance dans les espaces désertiques, qui le conduit au bout du monde afin de rencontrer Uta-napishti, survivant du Déluge, qui est immortel. Celui-ci raconte à Gilgamesh l'histoire du cataclysme et lui fait comprendre qu'il ne pourra jamais atteindre l'immortalité. Le héros s'en retourne alors à Uruk, avec une plante de jouvence qu'il a trouvée sur les indications d'Uta-napishti, mais il se la fait voler par un serpent lors d'une halte. Il revient donc à première vue bredouille dans son royaume, mais, comme l'indique le prologue de l’œuvre, il est fort de ses expériences qui l'ont fait devenir un homme sage, qui saura guider l'humanité et dont le règne est commémoré par les générations futures.

## Redécouverte et reconstitution

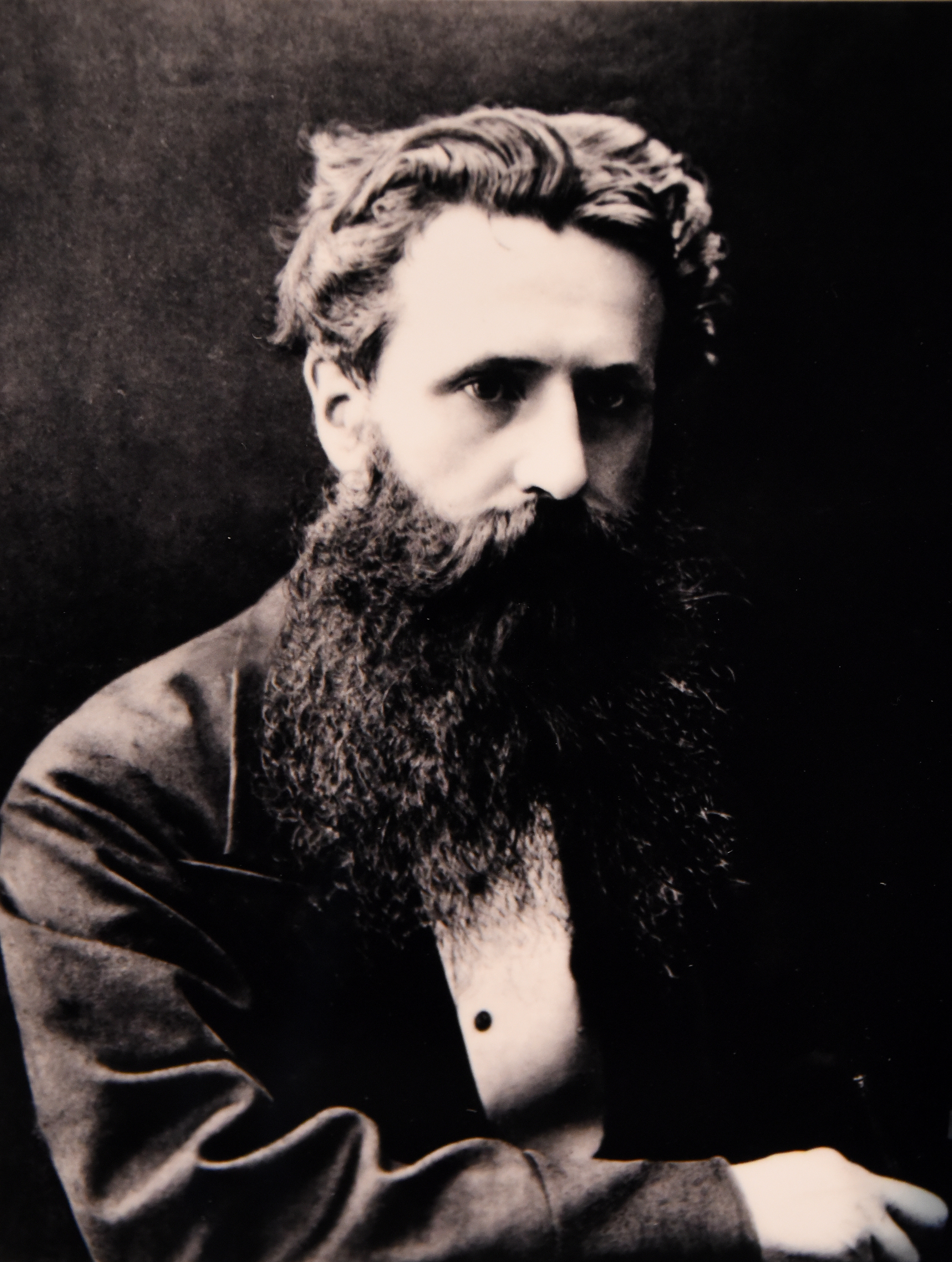
George Smith (1840-1876), premier traducteur de la « tablette du Déluge ».

L’Épopée de Gilgamesh est retrouvée au cours du XIXe siècle dans le contexte plus large de la redécouverte de la culture de la Mésopotamie antique par les archéologues occidentaux et les premiers assyriologues. Les fouilles de Austen Henry Layard et Hormuzd Rassam sur le site de l'antique Ninive (aujourd'hui le tell de Kuyunjik, dans les faubourgs de Mossoul) ont livré des milliers de tablettes cunéiformes, dont une grande partie sont issues de bibliothèques rassemblées au VIIe siècle av. J.-C., connues sous la dénomination de « Bibliothèque d'Assurbanipal », d'après le nom du roi assyrien qui a patronné la collecte et la copie d'un grand nombre d'entre elles. Ces tablettes, ou plutôt les fragments de tablettes mis au jour par les archéologues (la découverte de tablettes complètes étant rare) sont expédiées au British Museum, où l'un des premiers déchiffreurs de l'écriture cunéiforme, Henry Creswicke Rawlinson, organise leur traduction et leur publication. Il délègue à partir de 1867 à George Smith, un jeune assyriologue autodidacte, la tâche de publier une partie des tablettes. C'est dans les lots qui lui ont été confiés qu'il découvre en novembre 1867 une tablette évoquant un récit similaire à celui du Déluge biblique, qu'il publie rapidement. La découverte a un grand retentissement car c'est la première fois qu'on découvre un parallèle aussi évident entre la littérature mésopotamienne et la Bible, et même dans ce cas une source d'inspiration manifeste. Cette tablette est en fait la onzième tablette de la version standard de l’Épopée de Gilgamesh. Smith publie une présentation plus complète du texte en 1875, dans une publication plus large sur l'état des connaissances des textes mythologiques et épiques mésopotamiens, intitulée The Chaldean Account of Genesis (« La description chaldéenne de la Genèse »), qui connaît un grand succès. Cet ouvrage comprend une première description de l’Épopée de Gilgamesh, dont le nom est alors lu « Izdubar » et qui est identifié au Nimrod biblique ; la trame narrative de l’œuvre est encore très mal comprise en l'absence de sources suffisantes, et aussi parce que le récit du Déluge est ce qui intéresse surtout Smith et son lectorat.
La mort de Smith en 1876 interrompt son travail sur l’Épopée. Cette tâche est poursuivie par l'assyriologue allemand Paul Haupt, qui publie en 1884 Das Babylonische Nimrodepos (« L'Épopée babylonienne de Nimrod »), une édition des tablettes du British Museum alors connues, sans traduction. Ce travail sert de base aux traductions de l’Épopée qui sont réalisées dans les décennies suivantes. La première traduction de l'intégralité des tablettes connues à l'époque est publiée en 1891 en allemand par Alfred Jeremias (Izdubar-Nimrod: Eine altbabylonische Heldensage). La lecture correcte du nom du héros, Gilgamesh, a été établie en 1890 mais est ignorée de ce premier traducteur. La première traduction en anglais, partielle, est publiée en 1898 par Morris Jastrow dans son The Religion of Babylonia and Assyria, une synthèse de grande importance dans la redécouverte de la religion mésopotamienne. Une nouvelle traduction complète en allemand, avec un lourd appareil académique, est réalisée par Peter Jensen en 1900 (Das Gilgamíš (Nimrod) Epos). Édouard Dhorme publie la première traduction en français, destinée là encore à un public académique, en 1907 dans son Choix de textes religieux assyro-babyloniens. Après ces travaux, des traductions plus accessibles à un public non universitaire sont publiées, notamment par l'assyriologue allemand Arthur Ungnad en 1911.
Les premières décennies du XXe siècle voient la publication de nouvelles tablettes de l’Épopée, y compris des fragments du IIe millénaire av. J.-C. présentant des versions différentes de celle de Ninive. Ces publications s'accompagnent plus largement d'une meilleure connaissance de la littérature mésopotamienne. M. Jastrow détermine ainsi que le récit du Déluge est un ajout indépendant au reste de l’Épopée, notamment parce qu'on connaît désormais sa probable version d'origine, celle du mythe Atrahasis. En 1930, deux ans après avoir publié une première traduction du récit « complet » en anglais, Reginald Campbell Thompson réalise une nouvelle édition des tablettes connues de l’Épopée, comprenant une centaine de fragments de la version standard de Ninive,. Ce travail devient la référence à partir de laquelle sont établies les traductions postérieures, la majeure partie de la trame narrative de l’œuvre ayant alors été reconstituée. Par la suite la publication de tablettes en sumérien contenant d'autres récits relatifs à Gilgamesh permet à Samuel Noah Kramer de mettre en avant le fait que l’Épopée repose en partie sur cette littérature antérieure.

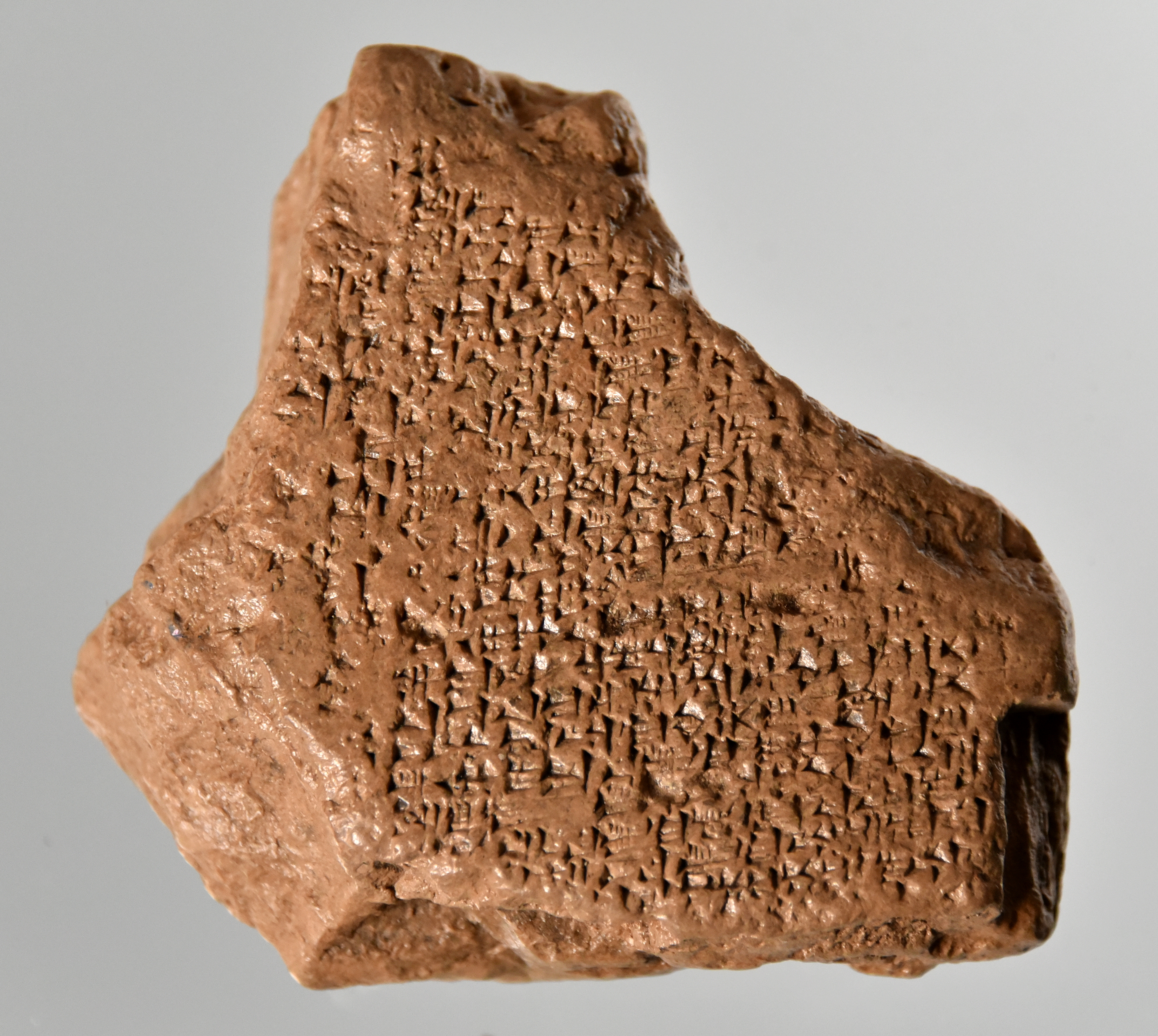
Fragment de l’Épopée d'époque paléo-babylonienne, provenance inconnue, acquis en 2013 par le Musée de Sulaymaniyah et publié en 2019.

La découverte et la publication de nouvelles tablettes dans les décennies suivantes font progresser la connaissance de l’Épopée, en la complétant et en permettant de mieux connaître son histoire littéraire, qui fait l'objet d'une étude poussée par Jeffrey H. Tigay en 1982. Les traductions de l’Épopée qui ont été publiées après les années 1930 doivent donc déjà intégrer des fragments ne figurant pas dans les éditions de tablettes de l’œuvre du début du XXe siècle et publiés indépendamment des autres. Au début du XXIe siècle sont publiées de nouvelles traductions qui font autorité et, sept décennies après le travail de Campbell Thompson, une nouvelle édition des différents fragments de tablettes de l’œuvre est produite par Andrew R. George en 2003. Elle est néanmoins déjà incomplète, puisque d'autres fragments ont été publiés depuis, notamment par George,,,,. En 2022 les différents manuscrits connus de l’Épopée sont mis en ligne en transcription avec traduction en anglais par George sur le site electronic Babylonian Literature.
Deux points doivent être gardés à l'esprit pour bien comprendre la connaissance de l’Épopée de Gilgamesh et les enjeux de sa reconstitution, et qui s'appliquent d'une manière générale aux œuvres littéraires de la Mésopotamie antique. D'abord, dans cette civilisation les textes littéraires circulent généralement sous des variantes différentes, bien qu'un phénomène de stabilisation et même de standardisation soit perceptible à partir de la fin du IIe millénaire av. J.-C. pour les principaux textes circulant dans le milieu intellectuel mésopotamien. Concernant l’Épopée, les tablettes du IIe millénaire av. J.-C. présentent un contenu qui diverge notablement de l'une à l'autre, ce qui témoigne de l'existence de plusieurs variantes du récit en circulation à ce moment. En revanche les sources du Ier millénaire av. J.-C. ne présentent que des différences mineures entre elles, et c'est pour cela que l'on parle de « version standard ». Ensuite, la connaissance de l’Épopée de Gilgamesh n'est pas figée. Même sa version standard, dont le nombre de tablettes qu'elle comprenait dans l'Antiquité et les principaux passages sont connus, n'a pas été redécouverte dans son intégralité. La publication de nouvelles tablettes est susceptible de compléter et de faire varier ce que l'on sait du contenu de l’Épopée et de l'histoire du texte, notamment parce que les versions anciennes sont les plus fragmentaires (comme ce fut le cas en 2007 avec les fragments provenant d'Ugarit). De nouvelles tablettes sont régulièrement retrouvées et publiées à partir de fonds qui peuvent avoir été constitués depuis longtemps et entreposés dans des musées et autres institutions, mais n'ont pas été exploités complètement, tandis que d'autres sont susceptibles d'être exhumées dans des chantiers de fouilles. La perspective de proposer une « version finale » de cette œuvre est donc lointaine,.
L'intelligence artificielle est également mobilisée pour accélérer l'identification de nouveaux fragments de l’Épopée de Gilgamesh. Enrique Jiménez dirige un projet qui vise à en identifier parmi le corpus de textes cunéiformes qui a fait l'objet d'une numérisation mais n'a pas encore été édité et traduit. Cela a permis de découvrir et de traduire plusieurs passages jusqu'alors inconnus, notamment ceux concernant le combat contre Humbaba.

## Histoire de l’œuvre
La reconstitution de l’Épopée de Gilgamesh s'est accompagnée d'un travail d'analyse de son histoire littéraire, quand il est apparu que la première version connue n'était en fait que sa dernière, la version « standard ». Les variantes les plus anciennes sont moins bien connues que cette dernière : elles ne sont attestées que par quelques textes en état souvent très fragmentaire, et leur contenu n'est donc connu que de façon trop parcellaire pour que leur trame soit clairement identifiée, à la différence de la version standard. Il est également apparu que la littérature en sumérien, précédant la première mise par écrit de l’Épopée de Gilgamesh, comprenait déjà un cycle de textes épiques dédiés à ce souverain, qui a en partie servi de base aux développements de l’Épopée en akkadien et qui repose aussi sans doute sur une tradition orale complètement disparue.

### Les récits en sumérien sur Gilgamesh

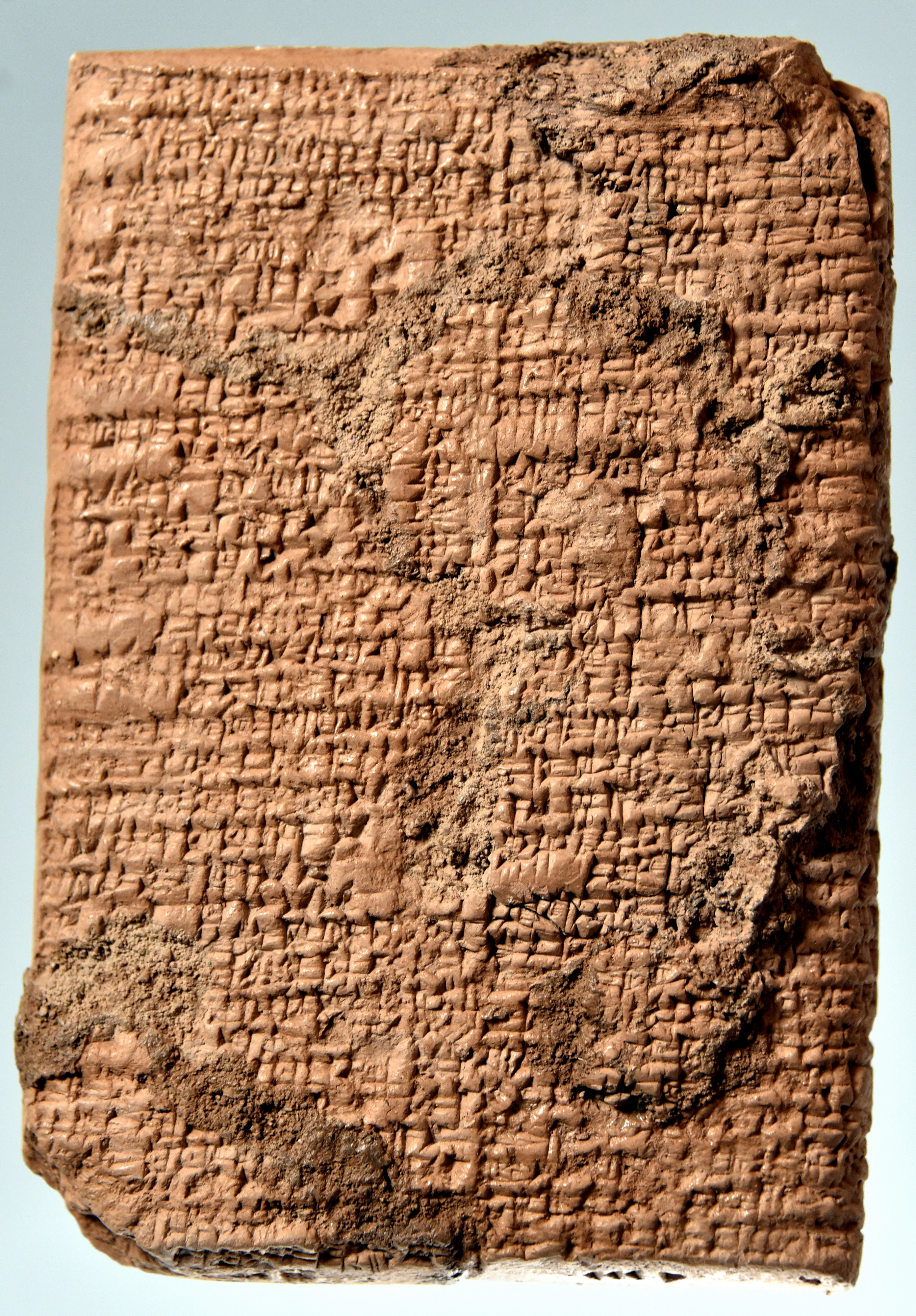
Copie du texte Gilgamesh et Agga. Musée de Sulaymaniyah.

Plusieurs récits en sumérien ont pour protagoniste Gilgamesh, mais il n'y a apparemment pas d'équivalent à l’Épopée en sumérien. Ces textes sont connus par des tablettes de l'époque paléo-babylonienne (v. 1800-1700 av. J.-C.) mises au jour notamment à Nippur et Ur, dans des lieux d'enseignement pour les futurs scribes.  Ces élèves ne copient que des parties des œuvres, qui leur servent simplement de modèle pour l'apprentissage du cunéiforme. Ils sont contemporains des plus anciens fragments connus de la première version akkadienne de l’Épopée, mais il est généralement estimé que leur contexte de rédaction originel est celui de la troisième dynastie d'Ur (ou Ur III, v. 2112-2004 av. J.-C.). Le cercle des « poètes » de la cour de l'époque peut en être la source, en raison de la volonté des souverains de cette dynastie de se rattacher à la figure prestigieuse qu'était Gilgamesh, et plus généralement aux anciens rois d'Uruk. En effet, ces récits sur Gilgamesh font partie d'une sorte de cycle épique sur les rois « semi-légendaires » d'Uruk, parmi lesquels figurent aussi Enmerkar ainsi que Lugalbanda, le père de Gilgamesh selon cette tradition. Ces récits épiques correspondent à un « âge héroïque » de la Mésopotamie antique,.
Parmi ces récits, plusieurs relatent des événements repris dans l’Épopée de Gilgamesh, dont la première mouture a manifestement été rédigée plus tard, ou bien ayant un lien avec ses thématiques sur la mort. Seule la trame de Gilgamesh et Agga ne renvoie pas à l’Épopée : ce texte raconte l'affrontement du roi d'Uruk avec Agga, roi de la cité voisine de Kish, qui se termine par le triomphe du premier,,. Gilgamesh et le Taureau céleste, et Gilgamesh et Huwawa,, attesté par deux versions (dites A et B), relatent les affrontements de Gilgamesh et de son serviteur Enkidu contre ces deux créatures, épisodes qui font partie de l’Épopée. Gilgamesh, Enkidu et les Enfers raconte comment Enkidu est emporté aux Enfers, et comment Gilgamesh invoque les dieux pour le délivrer, sans succès, Enki demandant cependant au dieu-Soleil de faire revenir le fantôme d'Enkidu un matin, celui-ci conversant alors avec Gilgamesh sur les conditions de vie des morts dans le monde souterrain,,. La Mort de Gilgamesh raconte l'agonie de Gilgamesh, à qui les dieux décident d'offrir l'accès à la divinité, faisant de lui une divinité secondaire des Enfers, puis expose les préparatifs des funérailles du héros à Uruk, et fournit ainsi une description des rituels funéraires,.

### La version paléo-babylonienne

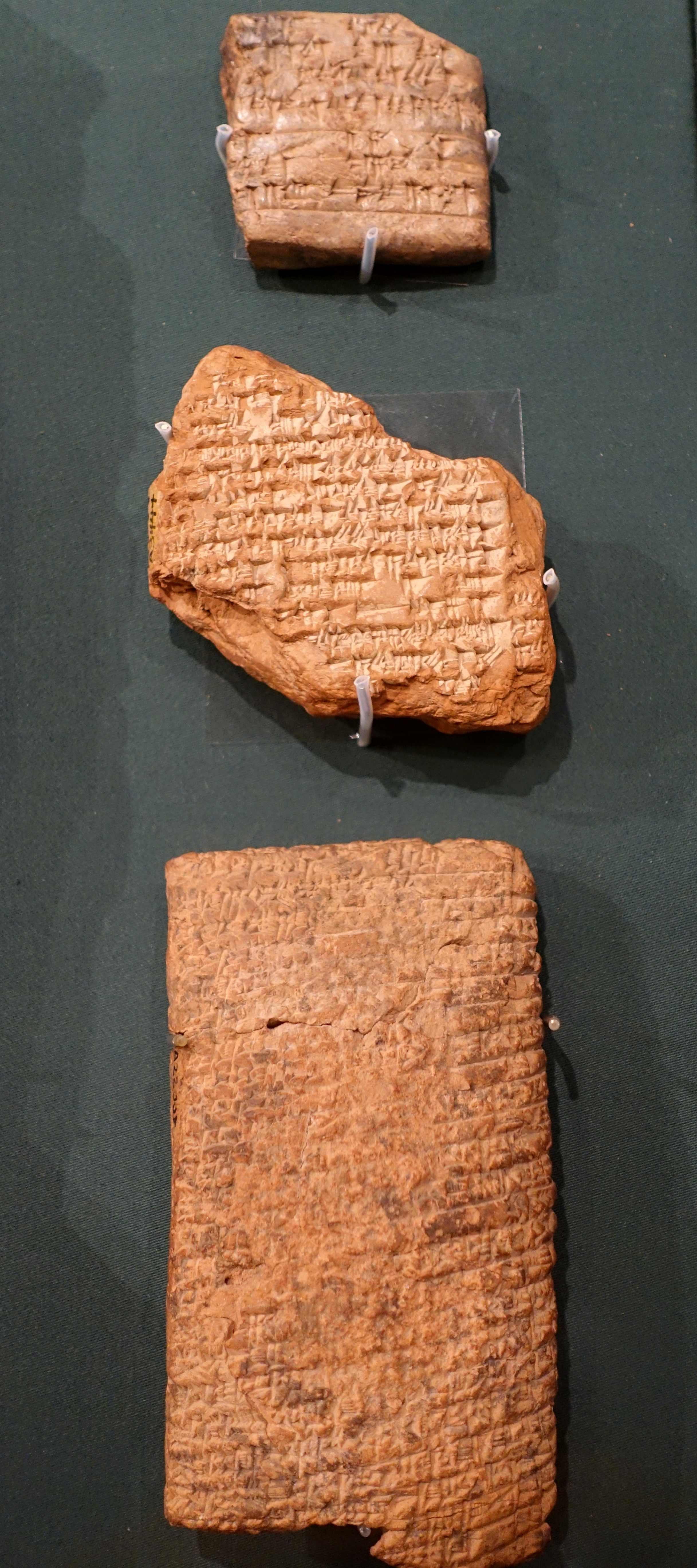
Fragments de l’Épopée de Gilgamesh de la période paléo-babylonienne. Musée de l'Institut oriental de Chicago.

La version paléo-babylonienne (« babylonien ancien ») de l’Épopée de Gilgamesh est la plus ancienne version de l’œuvre connue, et manifestement la première. Rédigée en akkadien, elle est connue par plusieurs fragments datés de la période 1800-1600 av. J.-C., de provenances diverses, pour certains bien identifiée (Nippur, Ishchali, Tell Harmal), pour d'autres non (fragments d'origine inconnue conservés notamment à Yale, Philadelphie, et dans la collection Schøyen en Norvège), et sont probablement pour la plupart issus d'un contexte scolaire. Certains se recoupent, mais aucun ne présente un contenu suffisamment long pour présenter toute l’œuvre ou ne serait-ce qu'une partie significative de celle-ci comme c'est le cas pour la version standard. Ils offrent cependant un aperçu de plusieurs passages similaires à cette dernière, ce qui a permis de les identifier assez rapidement comme des parties de la plus ancienne mouture présentant un récit « intégré » des aventures de Gilgamesh, même si les différences entre les passages similaires indiquent qu'il y a déjà plusieurs variantes en circulation. Dans ce cas, la question de savoir s'il faut y voir le travail d'un auteur unique reste sans réponse. Par ailleurs, il a été proposé qu'une version en akkadien de l'affrontement de Gilgamesh et Enkidu contre Huwawa/Humbaba pourrait avoir été rédigée entre les versions en sumérien et la première mouture de l’Épopée, mais il n'en existe pas de source directe.
Si cette œuvre relate au moins un des hauts faits du héros attesté dans des textes en sumérien, à savoir la mort de Huwawa/Humbaba, il ne s'agit pas d'une adaptation des récits en sumérien, mais bien d'une nouvelle œuvre à part entière, reposant sans doute en partie sur une tradition orale qui échappe complètement aux historiens. Ce trait est partagé avec les autres œuvres épiques et mythologiques en akkadien couchées par écrit à cette période (Atrahasis, Adapa, Etana) qui font irruption dans la documentation sous la forme de récits cohérents sans antécédents connus.
Le contenu de la version paléo-babylonienne peut être reconstitué dans les grandes lignes à partir des fragments connus et de leur mise en relation avec la version standard, et son déroulement est manifestement similaire à celui de cette dernière. Manquent cependant à l'appel le combat contre le Taureau céleste, la malédiction de la courtisane par Enkidu, la vision des Enfers, et le récit du Déluge. En revanche des fragments de cette époque présentent des passages non repris par la suite, comme la deuxième semaine de relations sexuelles entre Enkidu et la courtisane, ou le sermon épicurien de la cabaretière Shiduri. Le début de l’œuvre, préservé dans un fragment de Philadelphie, indique que son incipit était « Celui qui surpasse les autres rois » (šutur eli šarrī), les premiers mots d'une œuvre ayant valeur de titre dans la Mésopotamie antique,.

### Les versions intermédiaires

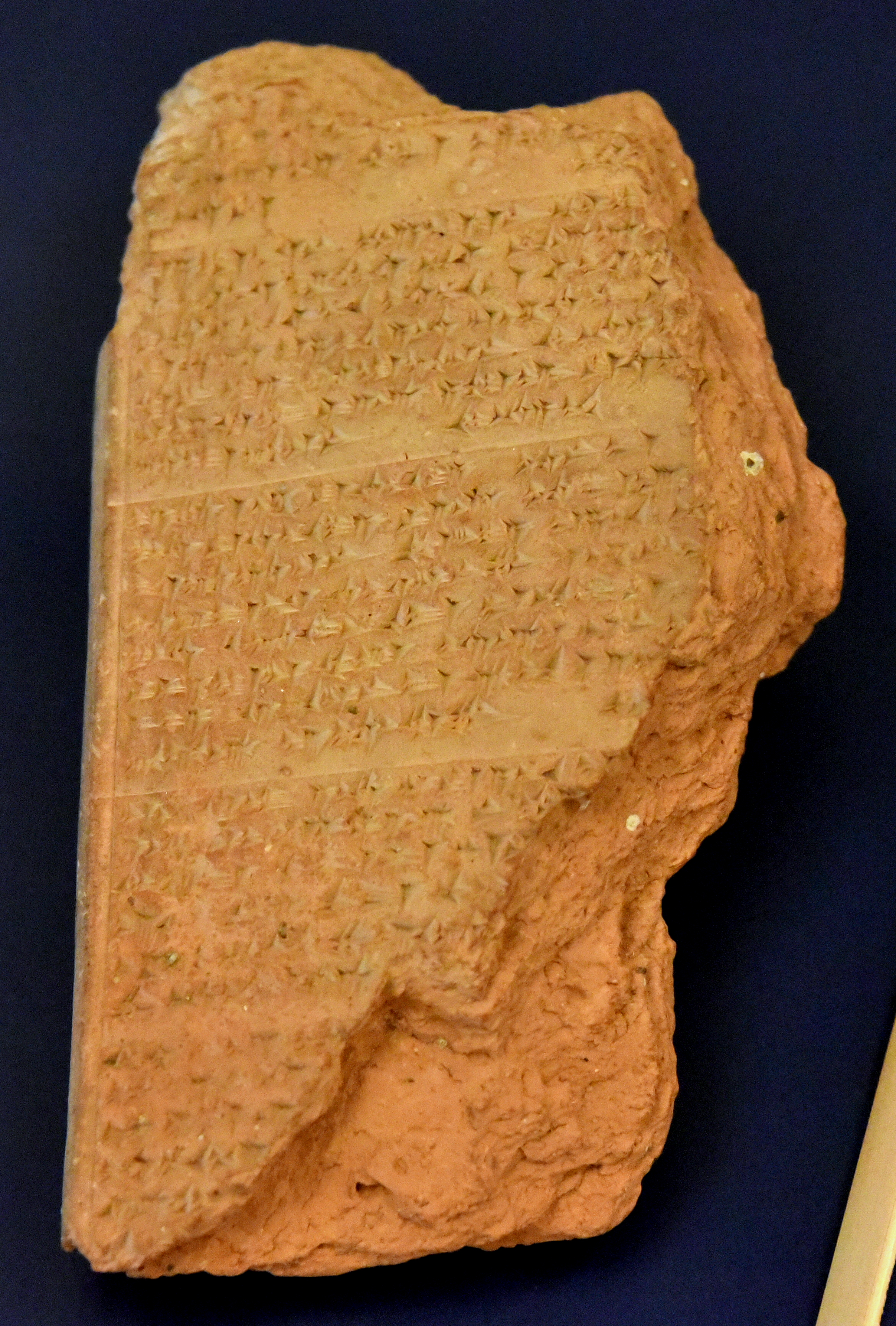
Tablette de l’Épopée mise au jour à Hattusa, la capitale des Hittites. Neues Museum.

Plusieurs fragments de l’Épopée de Gilgamesh sont connus pour la période médio-babylonienne (v. 1500-1200 av. J.-C.). Un fragment isolé datant du tout début de cette période, provenant sans doute du Pays de la Mer a été redécouvert récemment ; il relate la domestication d'Enkidu. Parmi les fragments de cette période plus anciennement connus, deux proviennent de sites du sud mésopotamien (Nippur et Ur) et sont d'époque kassite (v. 1300-1200 av. J.-C.), mais les autres proviennent de sites extérieurs à l'espace mésopotamien : Emar (Tell Meskene) et Ugarit (Ras Shamra) en Syrie, Megiddo en Palestine, et Hattusa (Boğazköy) en Anatolie, la capitale du royaume des Hittites,. Cela renvoie au contexte culturel de cette période, durant laquelle l'akkadien est lingua franca dans les relations internationales sur un espace allant de l’Égypte et l'Anatolie jusqu'à l'Iran actuel, et est donc enseigné dans des écoles scribales de ces régions, enseignement qui s'accompagne de la diffusion de textes littéraires mésopotamiens. Le contexte hittite est particulier en cela que l’Épopée de Gilgamesh y est adapté en deux langues parlées en Anatolie à cette période, à savoir le hittite et le hourrite. Le texte y est connu sous le titre de « Chant de Gilgamesh », suivant une terminologie reprise des mythes hourrites, et cette adaptation s'est faite en y apportant plusieurs changements, notamment dans la version hittite, qui est plus concise : Gilgamesh est créé par les dieux, il n'est pas originaire d'Uruk mais s'y installe, divers épisodes sont supprimés, modifiés ou ajoutés comme des rencontres du héros avec les divinités personnifiant la Mer et la Lune,,. Par ailleurs, un texte retrouvé en Assyrie datant du IXe siècle av. J.-C. dévie de la version standard, et constitue donc un autre témoignage de l'existence de versions intermédiaires entre celles d'époque paléo-babylonienne et la version standard. Sur la forme, les fragments les plus anciens de ce corpus hétéroclite sont plutôt proches de la première, notamment ceux de Boğazköy, tandis que les plus récents, ceux d'Emar, sont déjà proches de la seconde. Les passages qu'ils documentent sont la « domestication » d'Enkidu, l'expédition dans la forêt de cèdres, le trépas d'Enkidu déjà attestés à l'époque antérieure, et le combat contre le Taureau céleste et le rêve funeste d'Enkidu, dont il s'agit des plus anciennes attestations dans l’Épopée, sans qu'il soit possible de savoir s'il s'agit d'ajouts de cette période ou simplement s'ils existaient auparavant mais n'ont pas (encore ?) été découverts dans des tablettes paléo-babyloniennes,. Un des fragments provenant d'Ugarit est le plus ancien connu à avoir le même incipit que la version standard, « Celui qui a tout vu » (ša naqba imuru), que l'on croyait auparavant être un ajout de celle-ci, sans pour autant avoir un prologue identique.

### La version «standard»
La version dite « standard » est la forme définitive de l’Épopée de Gilgamesh, celle par laquelle elle a été redécouverte à l'époque contemporaine à Ninive dans des tablettes du VIIe siècle av. J.-C., qui fournissent la majeure partie du récit (on parle aussi de version « ninivite »), contenue sur douze tablettes, même s'il est considéré que la douzième tablette est un ajout postérieur à la rédaction de la version standard (voir plus bas), qui comprendrait donc onze tablettes. C'est de loin la version la mieux connue du texte, certes de façon incomplète, mais suffisamment pour qu'on puisse bien comprendre la plupart de ses épisodes et sa trame, et donc celle qui sert de base aux traductions et autres adaptations modernes de l’Épopée. Il s'agit d'un nouveau texte, comme le montre le fait qu'il dispose d'un nouveau prologue. Son incipit est « Celui qui a tout vu », ou bien « Celui qui a vu l'Abîme » (ša naqba imuru), attesté aussi dans un des fragments d'Ugarit, une des versions « intermédiaires ». La dénomination moderne de version « standard » ne doit certes pas être prise stricto sensu, puisqu'il y a des divergences entre les œuvres, mais elles sont très légères et ne modifient pas le contenu de l’œuvre,,. Elle est également documentée sur d'autres sites assyriens de cette époque (Assur, Nimroud et Sultantepe) et sur des sites de Babylonie (Uruk d'époque séleucide et parthe, et d'autres fragments de provenance indéterminée, peut-être Sippar, ou bien Borsippa ou Babylone). Dans son édition de 2003, A. George recensait en tout 184 fragments de la version standard qui, une fois certains joints entre eux, constituent 116 pièces issues de 73 manuscrits, auxquels il convient d'ajouter un fragment de la cinquième tablette présentant des passages jusqu'alors inconnus, retrouvé dans le musée de Sulaymaniyah et édité en 2014.
L'origine de cette version est difficile à identifier. Elle suit la trame de la version d'origine, mais comprend divers remaniements qui modifient sa tonalité, plus méditative, sapientiale (ce qui est visible en particulier dans le nouveau prologue), et ajoute certains passages dans la trame narrative, dont sans doute celui du Déluge qui n'est pas attesté dans les fragments des versions anciennes et est transposé à partir du récit mythologique appelé Atrahasis. Les lettrés mésopotamiens du Ier millénaire av. J.-C. attribuaient la rédaction de l’Épopée à un auteur précis, Sîn-leqi-unninni, un prêtre exorciste que l'on situe couramment à la fin de l'époque kassite (v. 1300-1200 av. J.-C.), mais il n'y a aucune attestation directe pour confirmer cela. Cette hypothèse repose notamment sur le fait que des prêtres lamentateurs vivant à Uruk à l'époque récente en faisaient leur ancêtre, et qu'ils avaient l'habitude de s'attribuer des aïeux prestigieux ayant vécu à l'époque kassite, période vue comme un grand âge intellectuel. L'attribution de cette version standard (et pas de la première version, paléo-babylonienne) à ce personnage est en tout cas acceptée par plusieurs assyriologues, qui voient la patte de cet auteur derrière la nouvelle tonalité de cette version (sans forcément rejeter la possibilité d'« éditions » postérieures). Du reste, le changement de ton de cette version par rapport aux précédentes, avec sa méditation sur la condition humaine et la sagesse, le rapproche des récits de littérature sapientiale qui datent des derniers siècles du IIe millénaire av. J.-C., ce qui constitue un élément supplémentaire plaidant pour l'attribution du texte à un auteur de cette période.
Selon les reconstitutions couramment proposées, la version standard ne comprend pas à l'origine la douzième tablette de la version ninivite, qui est sans doute un ajout d'époque assyrienne, un « supplément ». Il s'agit d'une traduction en akkadien de la seconde moitié du récit sumérien Gilgamesh, Enkidu et les Enfers, dont le style et le langage diffèrent de ceux des autres tablettes, et qui ne présente pas de continuité évidente avec le reste du récit, qui se conclut à la fin de la onzième tablette. Le moment et la raison de cet ajout ne sont pas déterminés.

## Résumé de la version standard
La version standard de l’Épopée est celle la plus anciennement redécouverte, par les tablettes de Ninive, qui en ont rapidement offert un contenu suffisant pour comprendre l'essentiel de sa trame et de ses principaux épisodes. C'est encore la seule version dont le déroulement soit bien connu, les variantes les plus anciennes n'étant connues que très partiellement, et la connaissance de la version standard étant nécessaire pour comprendre et resituer les épisodes qui sont attestés dans les versions antérieures. De plus, en raison des lacunes, des doutes pèsent sur la présence de certains épisodes marquants de la version standard dans ces variantes anciennes (le combat contre le Taureau céleste n'est pas attesté dans la version paléo-babylonienne, le récit du Déluge n'est attesté que dans la version standard). C'est également la plus développée, sur douze tablettes dans sa version finale, l’Épopée à proprement parler se déroulant sur onze tablettes, la douzième étant comme vu plus haut un supplément ajouté tardivement, développant un récit à part, et qui ne doit sans doute pas être considérée comme une partie de la version standard.
Si le déroulement du récit de la version standard est connu et compris, bien que subsistent des problèmes de traduction et d'interprétation de certains passages des tablettes, son contenu n'est cependant qu'incomplètement reconstitué. Dans son édition de 2003, A. George estimait que le texte complet faisait autour de 3 000 lignes, sur lesquelles 2 400 environ sont préservées, mais parmi celles-ci beaucoup sont trop mal conservées pour être intelligibles. En gros, les deux tiers du texte sont convenablement reconstitués. Dans l'ordre des tablettes, la première est connue quasiment dans son intégralité, la fin de la deuxième manque, de même que celle de la troisième dont d'autres parties sont lacunaires, la quatrième et la cinquième contiennent également de nombreuses lacunes (même si la connaissance de cette dernière s'est améliorée depuis avec la publication d'un nouveau fragment), la sixième est quasiment complète, la septième comprend plusieurs lacunes et sa fin manque, le début et la fin de la huitième ne sont pas connus, une grande partie de la neuvième manque, tandis que la dixième est plutôt bien conservée, et que la onzième est quasiment intégralement préservée. Quelques lignes manquent dans la douzième tablette.

### Première tablette: éloge de Gilgamesh et apparition d'Enkidu
Le prologue de l’Épopée commence par une série de louanges sur son personnage principal, Gilgamesh, « celui qui a tout vu ». C'est un personnage au savoir inégalé, qui a percé les grands mystères du cosmos, y compris les faits antérieurs au Déluge, et les a consignés par écrit sur une stèle en lazulite. Roi de la cité d'Uruk, il a notamment érigé ses puissantes murailles et son grand sanctuaire, l'Eanna dédié à la déesse de la cité, Ishtar. Il est présenté comme un personnage incomparable par son apparence, beau et fort, capable des plus grands exploits, « dieu aux deux tiers, pour un tiers homme ».
Cependant, au moment correspondant au début du récit, c'était un roi orgueilleux, qui tyrannisait son peuple. La nature de ses excès a suscité des discussions : il est clair qu'ils contreviennent aux convenances familiales, puisqu'ils empêchaient les jeunes hommes et les jeunes filles d'aider leurs parents comme il le faudrait. Certains interprètent un passage comme indiquant qu'il exerçait un droit de cuissage sur les jeunes mariées, mais cela n'est pas clair ici,. Quoi qu'il en soit, cela suscite l'exaspération silencieuse de ses sujets, qui s'en plaignent dans leurs prières, ce qui incite les dieux à lui préparer un rival, Enkidu.
Enkidu est créé par la déesse Aruru à la demande des autres dieux, à partir d'un lopin d'argile, dans la steppe, en plein monde sauvage. C'est donc un personnage à l'aspect humain mais qui ne connaît rien de la civilisation, vivant au milieu des animaux et se comportant comme eux :
(Et c'est là), dans la steppe,

(Qu')elle forma Enkidu-le-preux.

Mis au monde en la Solitude,

Aussi compact que Ninurta.

Abondamment velu par tout le corps,

Il avait une chevelure de femme,

Aux boucles foisonnant comme un champ d'épis.

Ne connaissant ni concitoyens, ni pays,

Accoutré à la sauvage,

En compagnie des gazelles, il broutait ;

En compagnie de (sa) harde, il fréquentait l'aiguade ;

Il se régalait d'eau en compagnie des bêtes.
— Tablette I de la version standard, traduction de Jean Bottéro.
Enkidu est découvert par un chasseur dont il arrache les pièges, auquel il suscite une grande crainte en raison de sa stature impressionnante. Le chasseur se confie à son père au sujet de cet être, et celui-ci le renvoie vers Gilgamesh, le seul à disposer d'une force qui puisse rivaliser avec celle d'Enkidu. Gilgamesh décide alors de faire accompagner le chasseur par une courtisane, Shamhat, qui devra user de ses charmes afin de convertir Enkidu aux bienfaits de la civilisation. Celle-ci se présente au sauvage, se dévêt, et ils font l'amour pendant six jours et sept nuits :
Quand elle eut laissé choir son vêtement,

Il s'allongea sur elle,

Et elle lui fit, à (ce) sauvage,

Son affaire de femme,

Tandis que, de ses mamours, il la cajolait.

Six jours et sept nuits, Enkidu, excité,

Fit l'amour à Lajoyeuse (Shamhat) !

Une fois soûlé du plaisir (qu')elle (lui avait donné),

Il se disposa à rejoindre sa harde.

Mais, à la vue d'Enkidu,

Gazelles de s'enfuir,

Et les bêtes sauvages de s'écarter de lui.
— Tablette I de la version standard, traduction de J. Bottéro.
Après cette première initiation au monde des humains, les animaux ne reconnaissent plus Enkidu comme un des leurs. Il décide donc de suivre la courtisane, qui lui apprend à se vêtir, et à boire et à manger comme le font les humains.
Shamhat parle alors de Gilgamesh à Enkidu, et celui-ci décide de la suivre jusqu'à Uruk, pour démontrer qu'il est plus fort que lui. Mais la courtisane lui enjoint plutôt de le considérer comme un potentiel ami. Elle lui raconte comment Gilgamesh a eu deux rêves successifs, interprétés par sa mère, Ninsun, lui annonçant sa future amitié avec Enkidu.

### Deuxième tablette: le début de l'amitié
Enkidu part donc en direction d'Uruk avec la courtisane, qui l'accompagne vers un campement de bergers, où il suscite l'émerveillement des locaux par sa stature qui égale celle de Gilgamesh. Au départ hésitant devant le pain et la bière qui lui sont proposés, il se fait rapidement à sa nouvelle vie, servant de pâtre pour les bergers, illustration définitive du fait qu'il a quitté le monde animal,.
Arrivé à Uruk, où il se fait à nouveau remarquer par son apparence, Enkidu apprend d'un habitant de la ville les méfaits de Gilgamesh, apparemment le droit de cuissage (c'est explicite dans la version paléo-babylonienne,), et il décide alors de le combattre. Il lui barre la route alors qu'il se rend à la demeure de jeunes mariés et ils s'affrontent dans un passage lacunaire de la version standard.
Debout dans la grand-rue d'Uruk-les-clos,

Enkidu (?) faisait preuve (?) de violence (?),

Barrant la route à Gilgamesh.

Devant lui se tenait la population (entière) d'Uruk,

(Tout) le peuple s'était attroupé alentour,

La foule se pressait devant lui,

Et les gaillards s'étaient massés pour le voir.

Et, comme à un bambin, ils lui baisaient les pieds :

« (On voit) d'emblée, disaient-ils, (que) c'est un beau gaillard ! »

Cependant, l'appareil nocturne d'une noce avait été mis en place,

Et, comme (on l'eût fait) à un dieu,

On avait mis une « ceinture » (d'apparat) (!) à Gilgamesh

Mais Enkidu bloquait, de ses pieds, la porte de la maison nuptiale,

N'y laissant pas Gilgamesh entrer.

(Aussi), devant la porte même, s'empoignèrent-ils

Et se battirent-ils, en pleine rue,

Sur la grand-place du pays,

(Si fort que) les jambages en étaient ébranlés,

Et que les murs vacillaient.
— Tablette II de la version standard, traduction de J. Bottéro.
Quoi qu'il en soit, l'affrontement aboutit au respect mutuel des deux gaillards, qui se lient alors d'amitié. Dans la version paléo-babylonienne (tablettes de Philadelphie et Yale), le combat s’interrompt à l'initiative de Gilgamesh, Enkidu reconnaissant aussitôt la valeur de son adversaire ; il lui fait des reproches sur son attitude, mais cela n'empêche pas leur amitié de naître,.
Gilgamesh présente alors son nouveau compagnon à sa mère Ninsun, et il semble que Gilgamesh fasse amende honorable pour ses abus de pouvoir, et renouvelle son pacte d'amitié avec Enkidu. Le roi d'Uruk propose alors à son ami de se rendre dans la lointaine Forêt des Cèdres pour combattre le démon Humbaba, qui a été investi de la charge de protéger les lieux pour le compte du roi des dieux, Enlil. Enkidu met en garde Gilgamesh contre les dangers de cette entreprise, mais le héros s'obstine. Il fait préparer les armes en vue du combat et fait part de son projet à l'assemblée des Anciens d'Uruk, qui tente également de le détourner de son entreprise périlleuse avec l'appui d'Enkidu, une nouvelle fois en vain.

### Troisième tablette: les préparatifs pour la Forêt des Cèdres
Résignés à voir leur souverain partir pour la Forêt des Cèdres, les Anciens d'Uruk lui prodiguent des conseils de prudence et le confient à Enkidu. Puis Gilgamesh se rend au palais avec Enkidu, pour rencontrer sa mère Ninsun et l'informer de leur voyage et de leur combat à venir contre Humbaba,.
Ninsun, inquiète du sort qui attend son fils, se retire alors dans ses appartements, revêt ses vêtements d'apparat, et se rend sur le toit d'un édifice afin d'adresser une supplique au dieu Shamash, protecteur de Gilgamesh. Sa complainte commence par des lamentations sur le tempérament impétueux de son fils, qu'elle impute aux volontés de Shamash, et elle évoque sa crainte des périls auxquels Gilgamesh va faire face. Puis elle prie le dieu-soleil de protéger son fils :
Pourquoi, m'ayant attribué Gilgamesh pour fils,

Lui as-tu assigné une âme infatigable ?

(Voilà que), maintenant, tu l'as incité à franchir

La longue route qui mène à Humbaba,

Pour affronter (ce) combat incertain,

Et se lancer dans (cette) aventure hasardeuse. […]

Mais toi, lorsque tu te reposeras avec elle (?),

Qu'Aya-la-Bru (la parèdre de Shamash), en personne,

Te rappelle, sans crainte,

De confier (mon) propre fils aux Gardes de la Nuit,

Aux étoiles du soir …
— Tablette III de la version standard, traduction de J. Bottéro.
Ninsun demande ensuite à Enkidu d'assurer la protection de son fils. Dans un passage lacunaire, il semble également qu'elle prenne Enkidu pour fils adoptif. Enkidu promet de veiller sur Gilgamesh,.
La suite de la tablette est encore plus lacunaire. Les deux compères semblent procéder à des rituels en vue de s'assurer que leur voyage se déroule sous de bons auspices, puis ils retournent ensuite devant l'assemblée de la ville, pour donner des instructions sur la conduite des affaires en l'absence du roi, et reçoivent de nouveaux conseils de prudence,.

### Quatrième tablette: le voyage vers la Forêt des Cèdres
Les deux héros parcourent le trajet vers la Forêt des Cèdres à pas de géant, en six étapes, s'arrêtant tous les trois jours. À chaque étape ils conduisent un rituel d'incubation sur une montagne, afin de susciter un rêve prémonitoire chez Gilgamesh, qui s'endort au centre d’un espace rituel constitué pour l'occasion, apparemment dédié au dieu des rêves, Zaqiqu, après avoir offert de la farine et demandé à la montagne de lui apporter « un songe, promesse de bonheur ». Au milieu de la nuit, le songe ayant eu lieu, il se réveille brusquement, affolé, et conte son rêve à Enkidu. Ce dernier l’interprète et y décèle la preuve de leur succès à venir, en particulier de l'appui du dieu Shamash, rassurant ainsi à chaque fois son ami,,.
Ils arrivent en vue du domaine d’Humbaba. Gilgamesh invoque l'aide de Shamash, qui lui répond favorablement et lui prodigue des conseils sur le combat à venir. Ils se jettent en avant. C’est alors que le rugissement terrifiant de Humbaba retentit. Enkidu est saisi de crainte, Gilgamesh lui fait reprendre courage :
Fais retentir ta voix comme un tambour !

Loin de toi, la paralysie des bras,

La faiblesse des genoux !

Prends-moi (la main), ami :

Marchons ensemble !

Que ton cœur brûle

(À l'idée) du combat !

Méprise la mort,

(Ne) pense (qu’)à la vie !

Qui veille (sur quelqu’un)

(Doit être) à toute épreuve !

Qui marche devant l’autre, le préserve

Et garde sain et sauf son compagnon !

Jusqu’à leurs (plus) lointains (descendants)

Ils se seront acquis la gloire !
— Tablette IV de la version standard, traduction de J. Bottéro.
Ils parviennent ainsi à la lisière de la forêt où ils font une dernière halte.

### Cinquième tablette: le combat contre Humbaba

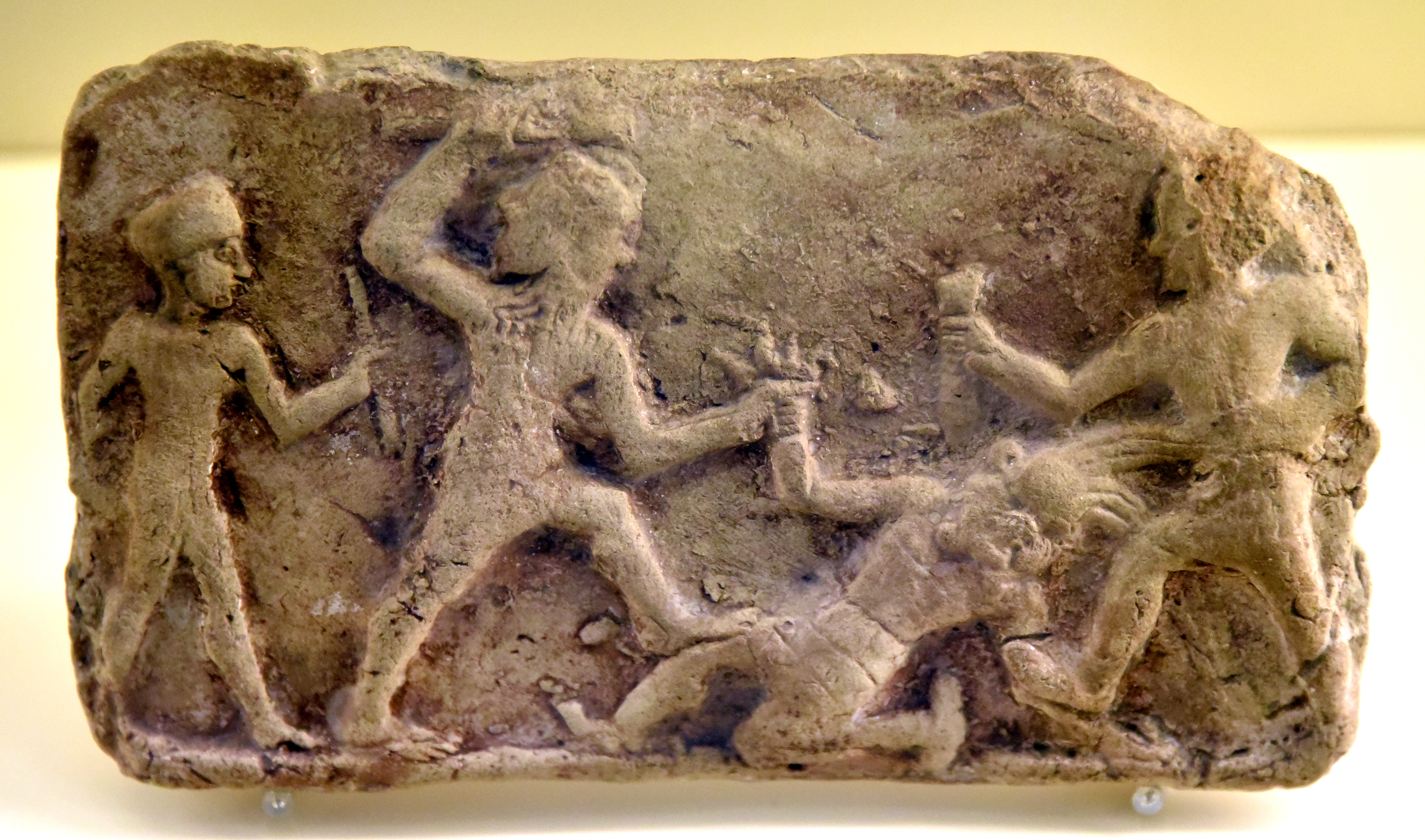
Plaque en terre cuite représentant le combat de Gilgamesh et d'Enkidu contre Humbaba., Pergamon Museum.

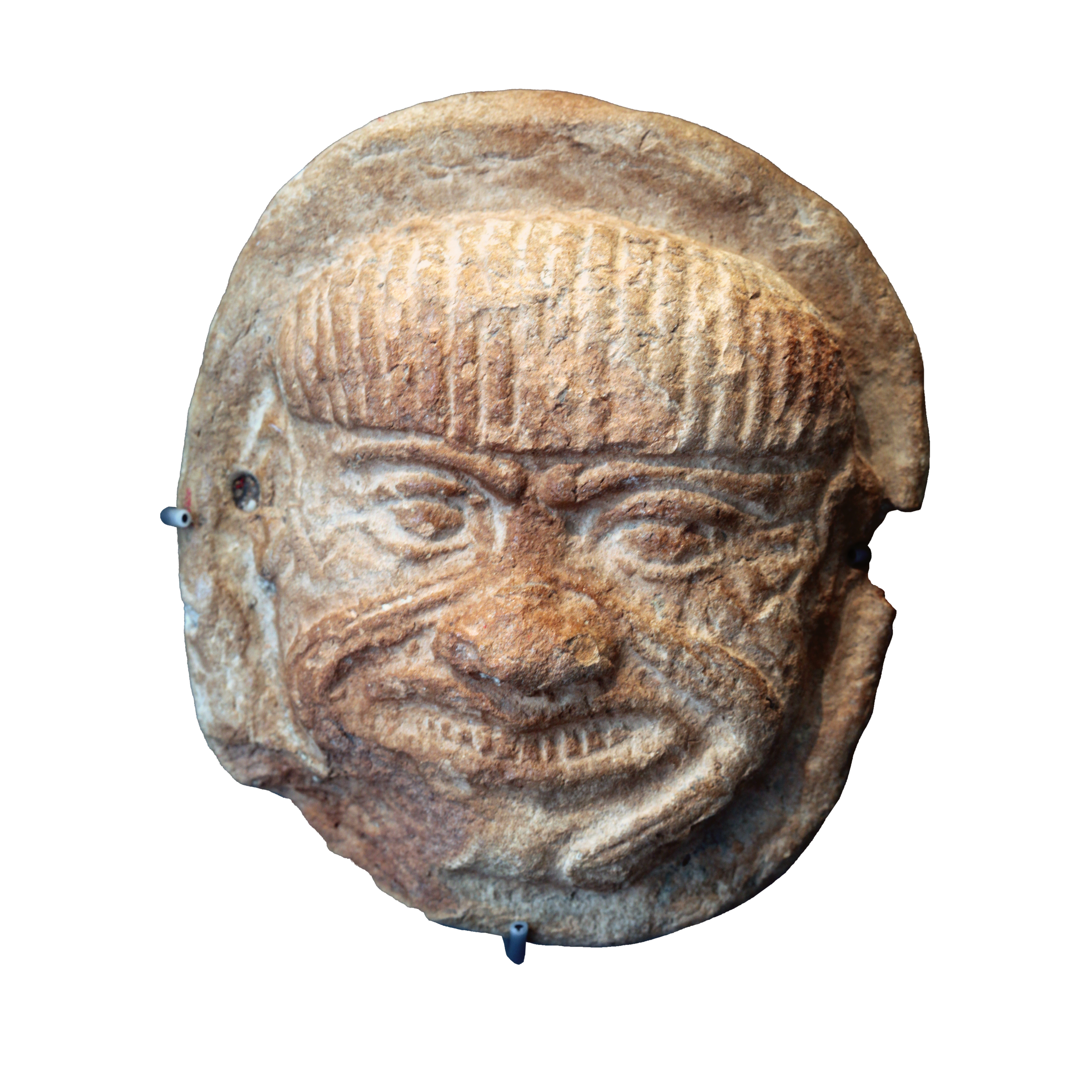
Tête de Humbaba en terre cuite moulée, première moitié du Musée du Louvre.

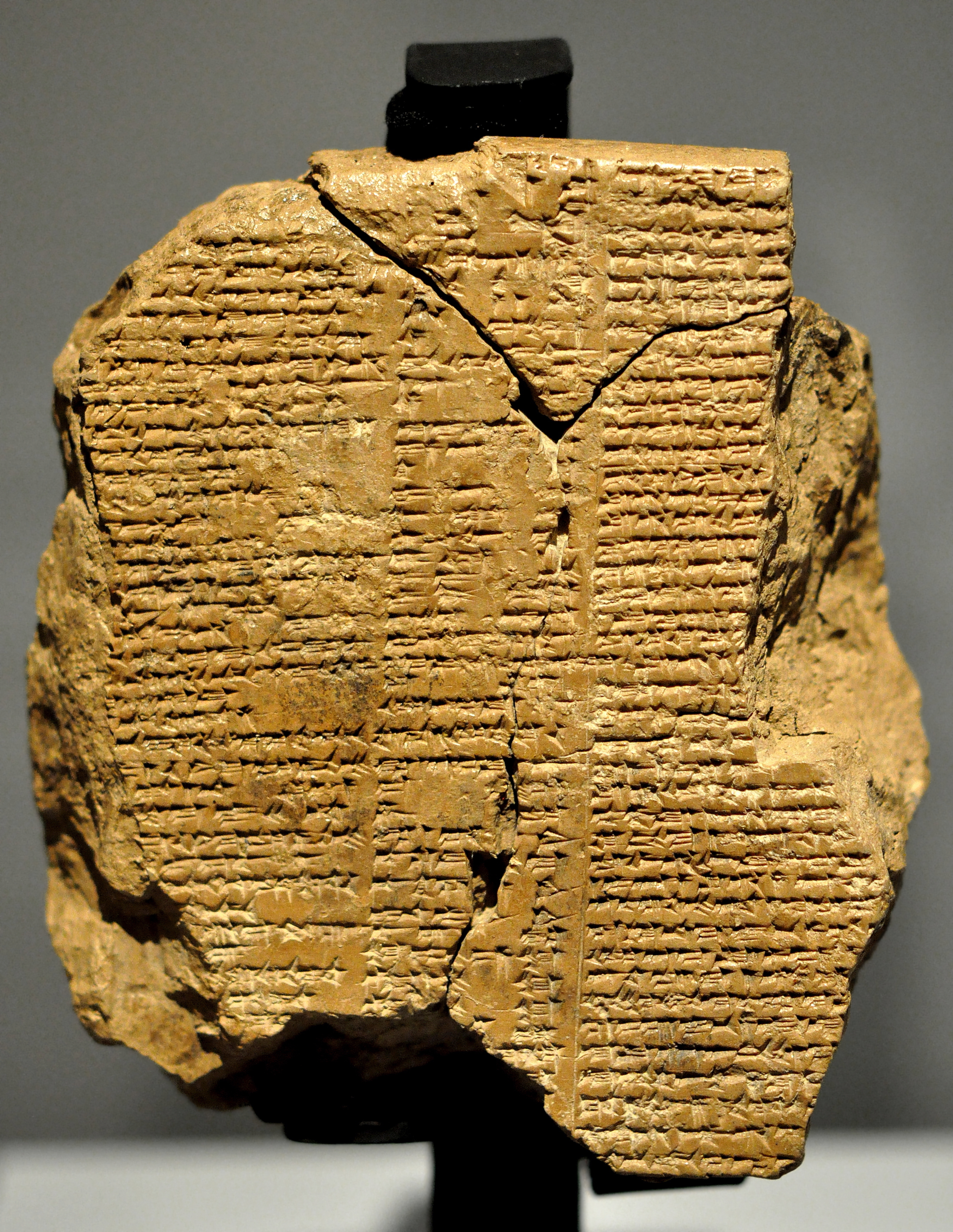
Tablette V de l’Épopée de Gilgamesh, époque néo-babylonienne. Musée de Sulaymaniyah.

Les deux héros arrivent finalement à la Forêt des Cèdres, qui suscite leur contemplation et est décrite sur plusieurs lignes : les cèdres majestueux et d'autres essences, leurs parfums ; les chants des oiseaux, des criquets, les cris des singes se combinent pour former une polyphonie dont profite Humbaba, le maître des lieux.
(À travers) toute la forêt, un oiseau commence à chanter :

[…] se répondent les uns aux autres, le bruit était un vacarme incessant,

Un grillon solitaire (?) entame un chœur bruyant,

[…] chantent une chanson, faisant la … flute fort.

Une palombe gazouille, une tourterelle lui répond.

[À l'appel de] la cigogne, la forêt jubile,

[Au cri] du francolin, la forêt jubile pleinement.

[Les mères-singe] chantent à haute voix, un jeune singe crie :

[Tel un orchestre (?)] de musiciens et de percussionnistes (?),

Chaque jour ils font retentir (cette symphonie) devant Humbaba.
— Tablette V de la version standard.
Gilgamesh tressaille devant ce spectacle, mais Enkidu le réconforte et lui rappelle sa puissance, qu'il n'a pas à craindre la mort,.
La rencontre avec Humbaba est décrite dans un passage mal connu, qui semblerait notamment indiquer que ce personnage et Enkidu se seraient déjà rencontrés par le passé, alors que le second était encore un « sauvage ». Humbaba essaye de dissuader les deux compères de le combattre, leur promettant une mort cruelle. Le combat s'engage alors, avec une première passe d'armes au cours de laquelle le dieu Shamash vient en aide à Gilgamesh, faisant s'abattre sur Humbaba les « Treize vents », qui l'immobilisent.
Et Shamash, contre Humbaba,

Fit lever de grandes tempêtes :

Vent-du-Nord, Vent-du-Sud,

Vent d'Est, Vent d'Ouest, Vent-souffleur,

Vent-rafales, Vent-tourbillons,

Vent-mauvais, Vent-poussières,

Vent-morbifère, Vent-de-Gel,

Et Tempête, et Tornade :

Les Treize Vents (tant) se ruèrent sur lui,

Que son visage s'assombrit :

Il ne pouvait, ni avancer, ni reculer,

À portée des armes de Gilgamesh.
— Tablette V de la version standard, traduction de J. Bottéro.
Humbaba, voyant le sort des armes tourner en sa défaveur, implore alors Gilgamesh de l'épargner. Mais Enkidu met en garde son ami contre les paroles de Humbaba, et le convainc de l'achever avant que n'interviennent les dieux que le monstre sert, en premier lieu Enlil. Les héros se ruent à nouveau sur Humbaba, qui tente de leur échapper, mais ils parviennent à le mettre à mort,.
Les vainqueurs procèdent ensuite à l'abattage de cèdres sur la montagne, et Enkidu décide de se servir d'un arbre particulièrement massif afin de construire une porte qu'il portera en offrande à Nippur, la ville du dieu Enlil, sans doute pour apaiser ce dernier après la mise à mort de son protégé. Ils s'en retournent à Uruk, Gilgamesh portant avec lui la tête de Humbaba,,.

### Sixième tablette: Ishtar et le combat contre le Taureau céleste

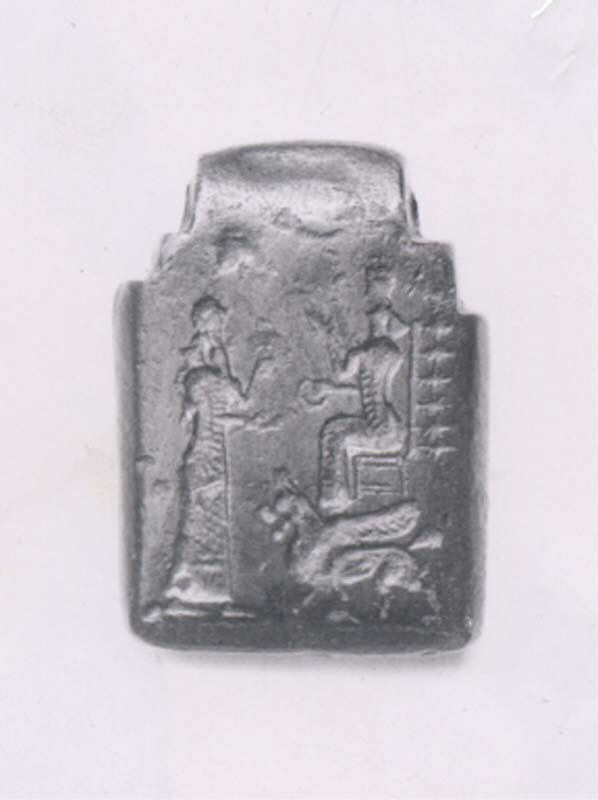
Amulette en bronze représentant la déesse Ishtar assise sur un trône supporté par un lion ailé, face à un fidèle. Période néo-assyrienne.

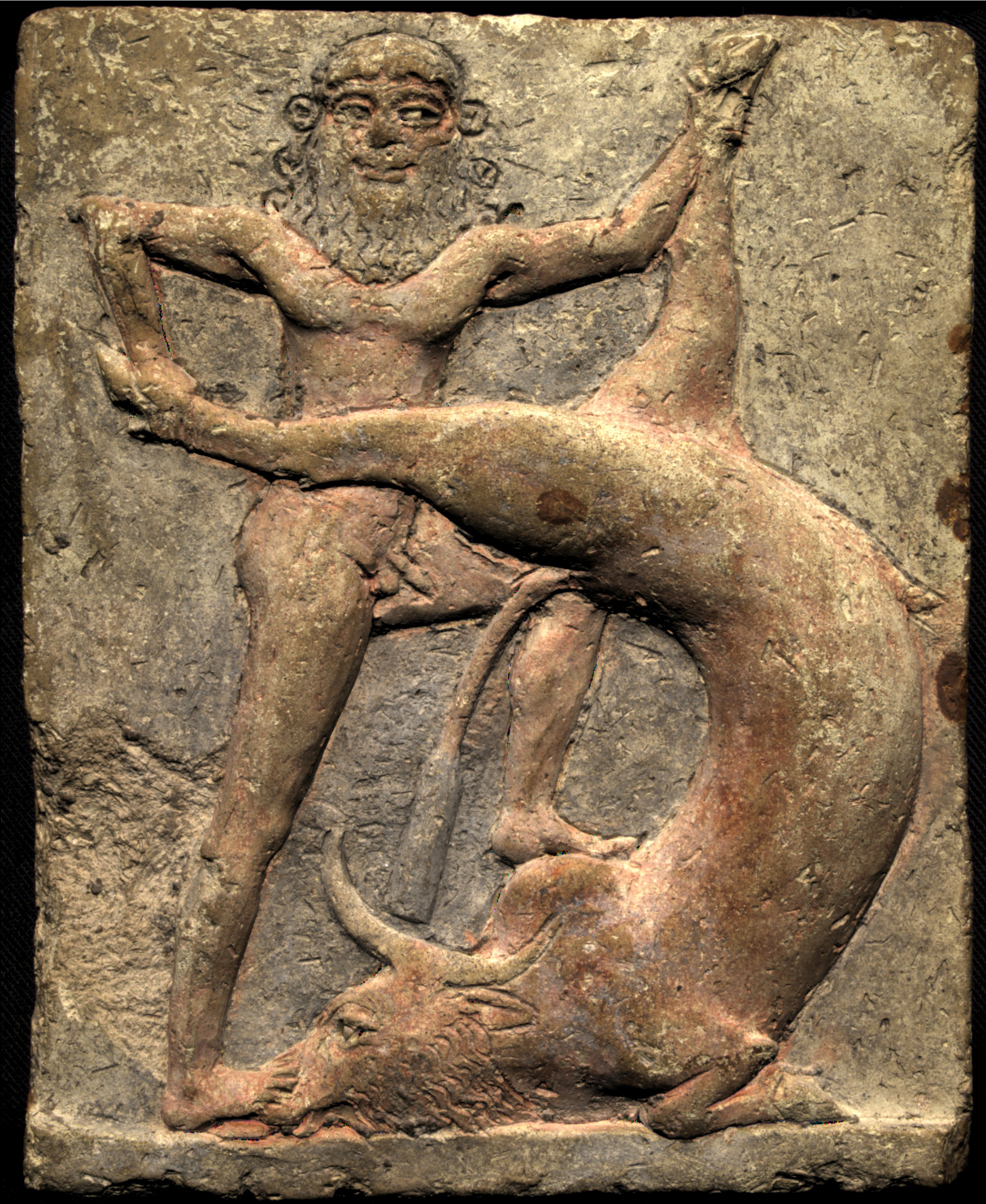
Plaque en terre cuite représentant un taureau terrassé par un héros, peut-être une représentation du combat de Gilgamesh contre le Taureau céleste. Daté entre -2255 et -2219, Musée Art et Histoire de Bruxelles.

La beauté de Gilgamesh, de retour à Uruk, émeut la déesse Ishtar qui s'éprend de lui :
Allons, Gilgamesh (lui dit-elle), épouse-moi !

Offre-moi ta volupté !

Sois mon mari,

Je serai ton épouse !
— Tablette VI de la version standard, traduction de J. Bottéro.
Elle lui promet richesses et honneurs en retour. Gilgamesh refuse en la raillant, lui rappelant le malheur qui frappe tous ses amants et lui reprochant ses faux-semblants et ses infidélités :
Non, je ne veux pas de toi pour épouse !

Car tu n’es qu’un fourneau qui s’éteint au froid ;

une porte branlante qui n'arrête ni courants d'air, ni vents ;

un palais qui s’écrase sur ses plus braves défenseurs,

un éléphant qui jette bas son harnachement ;

Un morceau de bitume qui souille qui le touche ;

Une outre qui se vide sur son porteur ;

Un bloc de pierre à chaux qui cause l'effondrement d'un mur de pierre ;

Un bélier de siège qui démolit le rempart d'alliés ;

Une chaussure qui blesse son porteur !
— Tablette VI de la version standard, traduction de J. Bottéro.
Il lui rappelle le destin funeste qui advint à ses amoureux : Tammuz, le Lion, le Cheval, le Pâtre, Ishullânu le Jardinier de son père Anu,.
Ce long discours provoque la fureur d’Ishtar qui va demander à son père Anu de quoi venger ces rebuffades. Celui-ci lui reproche d’avoir provoqué Gilgamesh mais accède à son désir de lâcher le Taureau céleste pour frapper Uruk. Il la prévient des terribles conséquences qu'auront les ravages du Taureau : « Ce seront pour le pays d’Uruk sept années de famine ! Tu devrais donc d’abord amonceler du grain et faire abonder la verdure ! » Ishtar le rassure en lui disant avoir pris des précautions, puis Anu lui remet les longes du Taureau,.
Ishtar emmène le Taureau céleste au centre d’Uruk et le lâche. Il assèche les bois et les marais. Descendant au bord du fleuve en quelques lampées il le diminue. En s’ébrouant, par trois fois il ébranle la ville, creusant des crevasses qui engloutissent à chaque fois des centaines de gens, et Enkidu y tombe jusqu’à la ceinture. Il en sort d’un bond, se saisit des cornes du Taureau et s’adresse à Gilgamesh pour réclamer son assistance. Tandis qu’il saisit le Taureau par la queue, Gilgamesh plonge son glaive entre la corne et la nuque. Ils le tuent et offrent son cœur à Shamash,.
Suit alors la lamentation d’Ishtar, humiliée par cette déroute. Enkidu l’entendant, arrache une patte du Taureau, la lui jette au visage et lui lance :
Si seulement je t’avais attrapée,

Toi aussi,

Je t’en aurais fait autant !

Je t’aurais suspendue aux bras sa tripaille !
— Tablette VI de la version standard, traduction de J. Bottéro.
Ishtar rassemble alors le peuple des prostituées et courtisanes d'Uruk pour faire une déploration face à la patte du Taureau. Gilgamesh de son côté fait travailler les artisans d’Uruk à orner les cornes du Taureau d’un placage d’or et de lazulite pour les offrir en culte à son père Lugalbanda. Après s’être lavé les mains dans l’Euphrate, les deux héros paradent en triomphe dans les rues de la ville. La journée s’achève par une fête au palais qui marque le faîte de la gloire des deux héros. La tablette se termine sur l'évocation d'un songe qu'Enkidu fait la nuit même, avant de le rapporter à son réveil à Gilgamesh,.

### Septième tablette: la mort d'Enkidu
Enkidu a assisté en songe à une délibération des dieux : pour avoir pris part au meurtre de Humbaba et du Taureau céleste, Enkidu semble promis à une mort prématurée. Il tombe alors dans une profonde détresse, puis dans un délire dans lequel il retrouve la porte qu’il avait offerte à Enlil à Nippur, et le maudit pour ne pas lui avoir assuré la protection qu'il souhaitait :
Ô Porte, (issue) de la futaie,

Tu n’as pas de mémoire !

Il n'y a pas de conscience en toi !

À la recherche de ton bois,

(J'ai arpenté) deux cents kilomètres,

Jusqu’à ce que j’eusse trouvé le plus élevé des cèdres ! […]

Si j’avais su, Porte,

La récompense et le bienfait que tu me réservais (?),

J’aurais brandi ma cognée pour te mettre en morceaux,

Et (c'est) de tes débris (que) j'aurais chargé le radeau !
— Tablette VII de la version standard, traduction de J. Bottéro.
Devant le désespoir de son ami, Gilgamesh ému aux larmes cherche d'abord à le réconforter, puis promet d'implorer les dieux pour son salut. Mais il reste fataliste, reconnaissant qu'Enlil ne revient jamais sur ses décrets et que le destin qu'il détermine est irrévocable,.
Enkidu s'adresse ensuite à Shamash et maudit ceux qui l’ont enlevé à son existence première et l'ont conduit vers la civilisation : le chasseur et surtout la courtisane Shamhat. Shamash lui reproche son ingratitude envers elle, qui l’a vêtu, abreuvé et nourri, qui lui a procuré un compagnon tel que Gilgamesh. Enkidu revient finalement sur sa malédiction et adresse une dernière louange à la courtisane,.
Enkidu, encore plus troublé et déprimé, alité, fait à nouveau un rêve funeste qu’il détaille à Gilgamesh. Ce rêve décrit la condition des morts aux Enfers où on le conduit et où il est confronté au sort peu enviable des défunts :
S'étant saisi de moi, il m'emmena

À la Demeure obscure, la Résidence d'Irkalla (les Enfers),

La Demeure d'où ne ressortent jamais ceux qui y sont entrés ;

Par le Chemin, à l'aller sans retour ;

À la Demeure dont les habitants sont déprivés de lumière,

Ne subsistant plus que d'humus, alimentés d'argile,

Revêtus, comme des oiseaux, d'un accoutrement de plumage,

Affalés dans les ténèbres, Sans jamais voir le jour.
— Tablette VII de la version standard, traduction de J. Bottéro.
La maladie d’Enkidu survient devant Gilgamesh impuissant qui n'arrive pas à réconforter son ami, et s’aggrave chaque jour. Au douzième jour Enkidu maudit à nouveau son destin auprès de Gilgamesh, puis s'éteint dans un passage non retrouvé, à la fin de la tablette,.

### Huitième tablette: les funérailles d'Enkidu
Le texte de la huitième tablette, très mal conservé, débute par une déploration de Gilgamesh sur la dépouille de son ami, à l'aube du jour suivant le trépas de ce dernier. Cette litanie funèbre rappelle toute son existence :
Ô chemins (qu'avait pris) Enkidu jusqu'à la Forêt des Cèdres,

Pleurez-le, jour et nuit, sans répit !

Pleurez-le, ô Anciens, parmi les larges rues d'Uruk-les-clos !

Pleure-le, foule (!) qui nous suivait, en nous saluant !

Pleurez-le, passes (?) étroites des régions montagneuses,

Que nous avons escaladées de conserve (?) !

Lamente-le, campagne, comme (si tu étais) sa mère !

Pleurez-le […] Cyprès et Cèdres,

Entre lesquels, dans notre fureur,

Nous avons fait un carnage (?) !

Pleurez-le, ours, hyènes, panthères, tigres (?), cerfs (et) guépards,

Lions, buffles, daims, bouquetins, grosses et petites bêtes sauvages !

Pleure-le, Ulaia (un fleuve) sacré, aux bords duquel nous nous pavanions !

Pleure-le, Saint Euphrate,

dont nous faisions couler en libations l'eau (gardée en nos) outres !

Pleurez-le, ô Gaillards d'Uruk-les-Clos,

Qui nous avez vu combattre et tuer le Taureau-géant !
— Tablette VIII de la version standard, traduction de J. Bottéro.
Gilgamesh mobilise les artisans d'Uruk et leur fait confectionner une statue d’Enkidu, d’or et de pierres précieuses, et sélectionne dans son Trésor les offrandes funéraires qui lui sont destinées. Le déroulement des funérailles est cependant mal connu en raison des nombreuses lacunes du texte : un grand banquet funéraire a lieu, le peuple d'Uruk participe aux déplorations, des offrandes sont faites aux divinités infernales afin d'assurer qu'Enkidu trouve un bon accueil dans l'Au-delà, et une prière semble adressée à Shamash,.

### Neuvième tablette: le désespoir et l'errance de Gilgamesh
Gilgamesh est parti à travers la steppe, faisant renouer l’Épopée avec le monde sauvage d'où vient Enkidu. Il pleure son ami et se désole sur son sort :
Sur son ami Enkidu,

Gilgamesh

Pleurait amèrement

En courant la steppe.

« Devrais-je donc mourir, moi (aussi) ?

Ne (me faudrait-il) pas ressembler à Enkidu ?

L'angoisse

M'est entrée au ventre !

C'est par peur de la mort

Que je cours la steppe !

(Mais) je vais tirer chemin

Et partir, sans tarder,

Rejoindre Uta-napishti,

Le fils de Ubar-Tutu ! »
— Tablette IX de la version standard, traduction de J. Bottéro.
Il décide d’aller trouver Uta-napishti, héros du Déluge devenu immortel afin d’apprendre de lui les secrets de la vie sans fin. Lors de la première étape du voyage, dans les passes d’une montagne il rencontre des lions dont il parvient à se débarrasser. Il fait un rêve qui le met aux prises avec des animaux à l’abreuvoir, qu’il disperse. Il parvient finalement aux Monts Jumeaux, qui sont franchis chaque jour par le Soleil, marquant le lieu où il passe du monde souterrain à la surface terrestre. Il y rencontre l’Homme-scorpion et son épouse, si redoutables et terrifiants qu’il se couvre le visage. Mais ces derniers, reconnaissant en lui une chair divine, le laissent passer après s’être enquis du but de son voyage et après avoir vainement tenté de le retenir en évoquant les dangers qui l'attendent. L’Homme-scorpion dit à Gilgamesh que le chemin dans lequel il compte s'engager, que personne n'a encore parcouru, s'étend sur une très longue distance (douze bêru, soit 120 kilomètres), dans l'obscurité totale. Gilgamesh s’engage le long du « Chemin du Soleil », que parcourt quotidiennement Shamash pour venir éclairer la Terre, et après un long périple il parvient au Jardin des Gemmes, dans lequel les arbres portent en grappe des pierres précieuses de toutes sortes et de toutes couleurs. La fin de la tablette est trop fragmentaire pour être comprise,.

### Dixième tablette: Gilgamesh au bout du monde
Une fois traversé le jardin, Gilgamesh parvient à un rivage, où se trouve Shiduri la cabaretière. Elle aperçoit au loin Gilgamesh qui s’approche, inquiétant voyageur, de chair divine mais revêtu d’une peau de bête, le teint hâlé par le vent, la froidure, le soleil, les joues creusées par la fatigue du voyage et le visage abattu par l’angoisse qui le ronge. Elle en a peur de prime abord, le prend pour un assassin, barre sa porte et se réfugie sur le toit en terrasse de la maison. Gilgamesh, au bruit qu’elle a fait en fermant, lève les yeux et l’apostrophe, lui enjoignant d’ouvrir sa porte, sous peine qu’il la défonce. Elle lui demande qui il est. Il se présente et Shiduri qui a eu vent de ses exploits lui demande ce qu’il fait là. Gilgamesh lui confie l’objet de sa quête, son désespoir et sa peur de mourir. Le passage dans lequel elle cherche à le raisonner en lui enjoignant de profiter d'une vie simple auprès de sa famille, présent dans la version paléo-babylonienne, n'est pas repris dans la version standard,.
Mais Gilgamesh ne peut l’entendre : s’il renonçait, ce serait pour poursuivre une vie d’errance. Il lui demande la route qui mène à Uta-napishti. Shiduri lui répond qu'il doit traverser la mer pour toucher à son but, mais pour cela il faut traverser les eaux mortelles. Néanmoins, elle lui indique qu'il peut aller trouver Ur-Shanabi, le nocher d'Uta-napishti, qui vit avec des créatures appelées « Ceux-de-pierre ». À ces mots, Gilgamesh brandit sa hache, tire l’épée du fourreau et fonce trouver le nocher. Ur-Shanabi à sa vue prend peur, Gilgamesh met en pièces Ceux-de-pierre et s’assure par la force de la coopération du nocher. Ur-Shanabi lui demande qui il est et ce qui le met dans cet état. Gilgamesh lui explique son désespoir et sa quête. Il lui enjoint de le conduire jusqu’à Uta-napishti. « Tes propres mains, Gilgamesh », lui répond le nocher « Ont compromis la traversée : Tu as mis en pièce Ceux-de-pierre […]. (Mais) puisque qu’ils sont en miettes et [leurs] attaches (?) arrachées (?), brandis (ta) hache, pénètre dans la forêt et coupe cent vingt perches de trente mètres » (cinq fois douze coudées d'environ 50 cm, soit 30 m) « Ébranche(-les) et garnis(-les) de pointes (?) et apporte-les-moi ». Ceci fait, ils embarquent et, en trois jours, accomplissent la distance d’un mois et demi. Ils parviennent aux eaux de mort. Ur-Shanabi s’adresse à Gilgamesh : « Écarte-toi du bord, et prends la première perche ; tes mains ne doivent pas toucher l’Eau-mortelle. Mais/Ou bien prends ensuite la seconde, (puis) la troisième ; (et) la quatrième perche ! », etc. À la cent vingtième, Gilgamesh en a fini avec les perches. Il utilise alors ses vêtements ou ceux du nocher, apparemment pour faire une voile et ainsi faire avancer le bateau sur la distance restant à parcourir,.
Uta-napishti les voit arriver de loin et se demande pourquoi Ceux-de-pierre ont disparu et qui est cet étrange passager. Débarquement et premier contact avec Uta-napishti qui demande à Gilgamesh pourquoi il se trouve dans cet état de fatigue et d’abattement. Gilgamesh lui explique son désespoir et sa peur de mourir. Il lui explique aussi pourquoi il est venu le trouver et les difficultés qui furent les siennes pour arriver jusqu’à lui. Uta-napishti lui reproche d’exagérer son désespoir, lui rappelle sa position éminente et heureuse parmi les hommes ainsi que ses devoirs de souverain. Et puis, à quoi bon tant d’efforts ? La mort est inévitable,.

### Onzième tablette: l'impossible immortalité, et le retour à la vie normale
Uta-napishti se décide à révéler à Gilgamesh comment il a obtenu de l'assemblée des dieux l'immortalité, information qu'il présente comme un « mystère », un « secret des dieux ». Commence alors un récit dans le récit, l'histoire du Déluge, remontant en des temps très reculés, alors que les grands dieux, en premier lieu Enlil, avaient décidé de provoquer le cataclysme (pour une raison qui n'est pas expliquée ici). Mais la décision divine, en principe secrète, est révélée par le dieu-sage Ea à Uta-napishti, roi de Shuruppak, qui lui dit de construire un grand bateau où il embarque sa famille, ses richesses, des animaux de toute sorte, et des spécialistes de divers métiers. Ainsi tout cela peut survivre lorsque le Déluge s'abat sur l'humanité :
Lorsque brilla le point du jour,

Monta de l'horizon une noire nuée,

Dans laquelle tonnait Adad

Précédé de Shallat et Hanish,

Hérauts divins qui sillonnaient collines et (plat) pays.

Nergal arracha les étais (des vannes célestes)

Et Ninurta se mit à faire déborder les barrages (d'en haut),

Tandis que les Dieux infernaux, brandissant des torches,

Incendiaient, de leur embrasement, le pays (tout entier).

Adad déploya dans le ciel son silence-de-mort,

Réduisant en ténèbres tout ce qui avait été lumineux. […]

Et l'Anathème passa sur les hommes, comme la Guerre.

Personne ne voyait plus personne :

Du ciel, les multitudes n'étaient plus discernables,

Parmi ces trombes d'eau.
— Tablette XI de la version standard, traduction de J. Bottéro.
Les dieux, épouvantés par l'ampleur de la catastrophe et du carnage, éprouvent des remords. Après sept jours, le Déluge s'est arrêté et Uta-napishti finit par trouver une terre émergée où débarquer, au mont Nisir (sans doute l'actuel Pir Omar Gudrun, situé au nord de l'Irak). Il dispose des offrandes sur la montagne, attirant ainsi les dieux, qui se disputent à propos de la légitimité du Déluge. Ea réussit finalement à convaincre Enlil d'épargner les humains survivants. Le récit s’achève par la décision souveraine d’Enlil de faire accéder Uta-napishti et sa femme à la vie sans fin, mais il leur ordonne de vivre au bout du monde,.
L’immortalité, Gilgamesh ne saurait l’obtenir de cette façon, les dieux ne risquant pas de se réunir à nouveau pour l'accorder à un humain. Uta-napishti veut lui montrer qu’il n’est d’ailleurs pas fait pour cette éternité de vie. Qu’il essaie seulement de rester six jours et sept nuits sans dormir. Gilgamesh à peine assis, accroupi, s’endort. La femme d’Uta-napishti enjoint à son mari de le réveiller sur l’heure et de le laisser retourner en paix dans ses foyers. Ce dernier lui répond d’aller plutôt cuire une ration de pain et, pour chaque jour du sommeil du héros, d’en placer une à ses pieds. Au bout du septième jour, Uta-napishti secoue Gilgamesh pour qu’il se réveille. Ce dernier pense ne s’être assoupi qu’un moment. Uta-napishti lui montre les sept rations de pain à ses pieds dont la plus ancienne est durcie et la dernière juste à point pour lui prouver que sept jours se sont écoulés,. Gilgamesh sombre à nouveau dans le désespoir :
Que faire, Uta-napishti ?

Où me tourner ?

Le Ravisseur (incarnation de la Mort) est donc maître de moi !

La Mort s’est installée dans ma chambre à dormir !

Où que je porte mes pieds

M’attend partout la Mort !
— Tablette XI de la version standard, traduction de J. Bottéro.
Uta-napishti s’adresse à son nocher pour lui confier Gilgamesh. Ur-Shanabi le prend avec lui pour l’emmener au bain. Gilgamesh « lave comme neige sa tignasse. Se débarrasse de sa dépouille que la mer emporte. Oint son corps de bon onguent, Remet un bandeau neuf sur sa tête, Se revêt d’une tunique digne de lui ». Puis ils embarquent sur le bateau du retour. La femme d'Uta-napishti intervient auprès de ce dernier pour qu’il fasse un geste en faveur de Gilgamesh, qui va rentrer bredouille. Gilgamesh entendant ceci manœuvre la gaffe pour revenir au rivage. Uta-napishti lui apprend l'existence d'une plante de jouvence, lui permettant de prolonger sa vie, lot de consolation pour ne pas pouvoir obtenir la vie éternelle. À ces mots Gilgamesh creuse à ses pieds pour trouver de lourdes pierres, dont il s’empare et qui l’entraînent jusqu’au fond de la mer, où il trouve la plante, qui lui pique les mains. S’étant libéré de ses pierres il remonte et la mer le repousse au rivage. Gilgamesh décide d'emporter la plante à Uruk, pour d'abord tester ses effets sur un vieillard avant de la prendre lui-même. Sur le chemin du retour, au cours d'une halte, Gilgamesh, ayant aperçu un trou d’eau fraîche, s'y jette pour s'y baigner. Un serpent, attiré par l’odeur de la plante, sort furtivement de son terrier et s'en empare, rejetant ses écailles. Gilgamesh, devant ce nouveau revers, ne pouvant retrouver l'endroit où il avait récupéré la plante, fond en larmes devant la vanité (apparente) du périple qu'il a accompli,.
Gilgamesh et Ur-Shanabi achèvent le trajet et arrivent à Uruk. Le roi présente avec orgueil sa ville dans la conclusion du récit, faisant écho à son prologue :
Monte, Ur-Shanabi,

Déambuler sur les remparts d’Uruk !

Considère ce soubassement,

Scrutes-en les fondations !

Tout cela n'est-il pas de la brique cuite ?

Et les Sept Sages en personne,

N'en ont-ils pas jeté les fondations ?

Trois cents hectares de ville

Autant de jardins,

Autant de terre vierge :

C'est l'apanage du temple d'Ishtar :

(Avec ces) mille hectares, tu couvres du regard

L'(entier) domaine d'Uruk.
— Tablette XI de la version standard, traduction de J. Bottéro.

### Douzième tablette: Gilgamesh et les Enfers
La douzième tablette de la version standard apparaît comme un ajout à l’Épopée, un récit non relié à l'intrigue principale, traduit à partir de la seconde partie du texte sumérien Gilgamesh, Enkidu et les Enfers. Elle relate comment Gilgamesh a perdu deux objets de nature indéterminée (qui lui avaient été offerts par Ishtar selon le prologue de la version sumérienne, non repris dans la douzième tablette) qui sont tombés aux Enfers. Enkidu décide d'aller les y chercher. Gilgamesh l'avertit des risques qu'il encourt s'il est reconnu, et lui enjoint de se faire discret, mais il n'écoute pas cet avis et se fait capturer, puis est condamné par la reine des Enfers, Ereshkigal, à demeurer éternellement dans l'Au-delà. Gilgamesh, plongé dans la détresse, appelle à l'aide les grands dieux : Enlil et Sîn ne donnent pas suite à ses implorations, mais Ea parvient à obtenir qu'Enkidu puisse brièvement sortir des Enfers pour parler à Gilgamesh. Enkidu décrit alors longuement la condition des âmes vivant aux Enfers : ceux qui ont eu de nombreux fils pour accomplir leur culte funéraire ont une condition envieuse, tandis que ceux morts avec peu d'enfants, ou sans enfants, ou encore ceux morts prématurés, ou bien dans des conditions accidentelles qui ont mutilé leur corps, ou bien ont été brûlés, ou morts dans le désert sans sépulture, ne trouvent aucun repos aux Enfers,.

## Thèmes et personnages
Le message de l’Épopée de Gilgamesh suit la morale classique de la Mésopotamie antique, relayée par de nombreux textes de sagesse et d'autres mythes, sur les rapports entre les hommes et les dieux, les limites de la condition humaine et en particulier l'inéluctabilité de la mort des humains. Ce texte épique, en particulier dans sa version standard, met au premier plan des accomplissements de son héros la découverte d'une plus grande sagesse : c'est un conte d'apprentissage, dans lequel les péripéties du héros lui permettent d'accéder à une connaissance plus vaste, dont il assure ensuite la transmission par la mise en récit. Au cours de ses aventures, Gilgamesh accomplit son évolution en rencontrant divers personnages, dont son ami Enkidu, divers personnages féminins lui prodiguant des enseignements, à commencer par sa mère Ninsun, et finalement le survivant du Déluge, Uta-napishti, qui lui prodigue le savoir sur ce cataclysme qui lui permet de comprendre pourquoi il n'accèdera pas à l'immortalité et de saisir plus largement la réalité de la condition humaine.

### Gilgamesh, le héros
Gilgamesh est une figure importante du folklore de la Mésopotamie antique, attestée dans plusieurs textes de diverses époques en dehors de l’Épopée. Il apparaît d'abord dans la documentation écrite de la seconde moitié du IIIe millénaire av. J.-C., dans des textes rédigés en sumérien, sous une forme ancienne de son nom, Bilgamesh. Il y figure déjà sous plusieurs aspects. La plus ancienne attestation, dans un texte du XXVIe siècle av. J.-C., le présente comme une divinité du monde infernal, trait qu'il conserve par la suite. Sous la troisième dynastie d'Ur (ou Ur III, v. 2112-2004 av. J.-C.), il est célébré dans des hymnes commandités par les souverains de cette lignée, qui se présentent comme ses « frères » et se placent sous sa protection. Il y apparaît alors comme un personnage d'essence divine, ancien roi d'Uruk (ville dont est originaire la dynastie d'Ur III), aux actes héroïques. La Liste royale sumérienne en fait un souverain d'Uruk (ou plus précisément d'une partie de celle-ci, dénommée Kulab(a)) ayant exercé son hégémonie sur la Mésopotamie dans des temps reculés. Il figure dans d'autres œuvres littéraires de la Mésopotamie antique, par exemple la Ballade des héros des temps jadis, une prière datant de la première moitié du IIe millénaire av. J.-C., qui le mentionne ainsi qu'Enkidu et Humbaba, parmi une liste de grands personnages de la tradition mésopotamienne.
La question de savoir si le personnage de Gilgamesh a effectivement existé n'est pas réglée en l'absence de preuves directes. Plusieurs spécialistes estiment qu'il s'agit bien d'un personnage ayant vécu vers 2700-2600 av. J.-C. (la période des dynasties archaïques II), un roi d'Uruk qui aurait alors rapidement acquis un statut héroïque et divin, et dont la vie (notamment ses exploits martiaux, voire la construction de la muraille) serait dans une certaine mesure à l'origine des récits qui le mettent en scène.
Dans l’Épopée, Gilgamesh est présenté sous des aspects assez contrastés, comme en témoigne le prologue, et d'une manière générale la première tablette. C'est un personnage assurément remarquable, au-dessus du commun des mortels :
(Ce) Gilgamesh,

Dès sa naissance,

Était prestigieux !

Dieu aux deux tiers,

Pour un tiers homme,

La forme de son corps,

Mah l'avait dessinée,

Elle en avait agencé la figure.
— Tablette I de la version standard, traduction de J. Bottéro
La beauté de Gilgamesh est célébrée à plusieurs reprises dans le texte. Son corps jeune et puissant présente tous les attributs qui le rendent agréable à regarder et érotique, de quoi faire tomber sous son charme la déesse Ishtar : il est « (bien) bâti » (bânu), « bon/favorable » donc beau (damqu), « vigoureux » (baštu), « voluptueux » (kuzbu, ici une sorte de magnétisme sexuel). Les hauts faits du roi d'Uruk, bien connus par la tradition mésopotamienne, sont également rappelés dans le prologue : son règne à Uruk, la construction de ses murailles, du temple d'Ishtar, ses qualités de meneur d'homme et de guerrier.
Après cette présentation élogieuse, le récit à proprement parler bascule sur la description de la tyrannie exercée par Gilgamesh à Uruk, et du fait que ses sujets se plaignaient de ses excès auprès des dieux, court-circuitant l'organisation normale qui veut que le roi soit l'intermédiaire entre ses sujets et la sphère divine. Cette présentation du héros, et de la royauté, s'éloigne de la vision idyllique généralement véhiculée par les textes épiques, et plus largement par la littérature officielle mésopotamienne, lorsqu'on entend magnifier le roi-héros. En particulier Gilgamesh s'avère incapable de suivre les conseils qu'on lui donne et ne se préoccupe par d'en prendre dans les moments de détresse, révélant alors ses failles en se faisant submerger par ses émotions, ce qui est loin de l'image idéale du roi sage et réfléchi. Le fait qu'il rejette les avances d'Ishtar, déesse qui selon l'idéologie royale mésopotamienne octroie la victoire au roi qui est l'élu de son cœur et accepte son amour (qui en principe ne se refuse pas), est sans doute une autre entorse aux principes. Il ne s'agit sans doute pas tant d'une critique de la royauté et du héros, que d'une autre manière de le rendre plus humain, imparfait, avant un récit qui alterne la description de ses exploits et de ses échecs, de ses joies et de ses souffrances. Les excès des débuts de son règne servent aussi à contraster avec la sagesse avec laquelle il a exercé sa fonction après ses aventures, instaurant un ordre juste après avoir été dans un premier temps un roi à la conduite peu recommandable.

### Une réflexion sur la mort et les limites de la condition humaine
Le périple de Gilgamesh dispense un message sur les limites de la condition humaine, et en particulier le caractère inévitable de la mort, qui est l'objet de la quête désespérée du héros dans la seconde partie du récit. Gilgamesh est certes, selon la tradition mésopotamienne, bien plus qu'un simple humain. L’Épopée ne cache pas non plus sa divinisation annoncée, qui n'était pas ignorée des lecteurs antiques de l'ouvrage. Mais pour autant, il y apparaît avant tout en tant que représentant de l'espèce humaine, et l’Épopée concentre son propos sur la condition humaine.
Les dieux jouent un rôle plutôt secondaire dans ce texte. Le dieu-soleil Shamash, dieu personnel et protecteur de Gilgamesh, intervient à plusieurs reprises pour aider et guider le héros. Les grands dieux souverains, Enlil et Anu, interviennent également à plusieurs moments-clefs, rappelant leur toute-puissance. La déesse Ishtar joue aussi un rôle significatif dans le déroulement de l'intrigue, renvoyant à son aspect perturbateur. Mais, l’Épopée n'est pas à proprement parler un texte mythologique, mettant au centre le rôle des dieux, y compris quand il s'agit de définir la nature humaine. Elle ne développe pas vraiment la croyance fondamentale dans la mythologie mésopotamienne, qui est que les hommes existent pour être des serviteurs des divinités qui les ont créés : selon A. George, ce texte traite « plus de qu'est-ce que c'est que d'être un humain, que de servir les dieux ». Pour William L. Moran, c'est un « document d'humanisme antique », professant l'« acceptation des limites humaines » et l'« insistance sur les valeurs humaines ». L’Épopée questionne sur la vie, la mort, le destin de l'homme, la gloire, la sagesse, le bonheur, l'amitié, la sexualité, etc., autant de grandes interrogations relatives à la condition humaine.
Le message fondamental sur la condition humaine contenu dans l’Épopée est celui de ses limites, avec l'inéluctabilité de la mort : cela est résumé par une sentence du discours de la cabaretière Shiduri dans la version paléo-babylonienne de l’œuvre : « Quand les dieux ont créé les hommes, ils leur ont assigné la mort, se réservant l’immortalité à eux-mêmes ». Au départ avant tout mû par la gloire, Gilgamesh devient obsédé par la mort après le décès de son ami Enkidu, et se lance dans une quête désespérée pour ne pas mourir. Thorkild Jacobsen relève qu'au début de l’œuvre le personnage cherche plus l'immortalité par la gloire que lui apportent ses exploits, et ne se soucie pas de la question de la mort ; après le basculement, il cherche l'immortalité stricto sensu.
La crainte de la mort lui fait perdre toute sa superbe, et ses déplorations et la description de ses angoisses donnent à l’Épopée ses passages les plus pathétiques, et sont un exemple remarquable d'expression des émotions dans la littérature mésopotamienne. Le sermon que prodigue Uta-napishti à Gilgamesh à la fin de sa quête infructueuse rappelle de façon cinglante les limites de l'humanité, à savoir le fait que les dieux ont fixé le destin des humains, qui est de mourir le jour qui a été décidé. La mort (mūtu) est un prédateur invisible auquel nul ne peut échapper, qui semble ici personnifiée, à l'image de la « Faucheuse » de l'imaginaire occidental :
Comme un roseau de la cannaie, l'humanité (doit) être brisée !

Le meilleur des jeunes hommes, la meilleure des jeunes femmes,

[Sont enlevés (?)] [par la main (?)] de la Mort,

La Mort, que personne n'a vue,

Dont nul n'a aperçu le visage,

[Ni] [entendu] [la] voix :

La Mort cruelle, qui brise les hommes !

Bâtissons-nous des maisons pour toujours ?

Scellons-nous de engagements pour toujours ?

Partage-t-on un patrimoine pour toujours ?

La haine se maintient-elle ici-bas pour toujours ?

Le fleuve monte-t-il en crue pour toujours ?

(Tels) des éphémères (?) emportés au courant,

(De) visages qui voyaient le soleil,

Tout à coup, il ne reste plus rien !

Endormi et mort, c'est tout un !
— Tablette XI de la version standard, traduction de J. Bottéro.
L'ajout de la douzième tablette est manifestement liée à la relation forte entre la figure de Gilgamesh et la mort, et plus largement le monde des morts, puisque les Mésopotamiens le connaissent aussi comme un dieu du monde infernal, qui a plus précisément le rôle de juge. Selon T. Abusch cette nouvelle fin du texte est une manière de faire le lien entre le Gilgamesh humain et héroïque de l’Épopée et le divin Gilgamesh du monde infernal. Avec cet ajout, le récit se clôture par l'apprentissage du fonctionnement du monde infernal par Gilgamesh, ce qui le prépare à son futur rôle, une fois divinisé.
Ces différentes réflexions sur la nature humaine renvoient aux textes de la littérature sapientiale mésopotamienne, qui prodiguent des enseignements moraux, et s'intéressent plus particulièrement à partir du dernier quart du IIe millénaire av. J.-C. (donc l'époque supposée de rédaction de la version standard) aux relations entre les hommes et les dieux (par exemple le Ludlul bel nemeqi, le Dialogue du pessimisme), au fait les hommes ne comprennent pas toutes les décisions divines, qui leur restent impénétrables, et sont donc renvoyés à leur condition inférieure à celle d'un dieu et incités à mener une vie pieuse sans jamais douter des volontés divines,,. Ces réflexions et cette littérature sont en particulier développées dans le milieu des prêtres exorcistes, qui s'intéressent à la question de l'origine des maux qui affligent les humains, et aux moyens d'apaiser les dieux et d'obtenir leurs faveurs pour assurer le retour à une situation favorable. Le lien entre la version standard de l’Épopée et les textes sapientiaux fait alors plus sens si on considère que la première est bien l’œuvre de l'exorciste Sîn-leqi-unninni.

### L'éveil de Gilgamesh à la sagesse
Le fait que l’Épopée de Gilgamesh puisse être également comprise comme un texte relatif à la sagesse ressort surtout de sa version standard et semble être dû aux remaniements de l'auteur de cette version. Son prologue, qui modifie substantiellement celui connu pour les versions plus anciennes, vante avant tout Gilgamesh en tant que sage :
Je vais présenter au monde

[Celui] qui a tout vu,

Connu la terre entière (?),

Pénétré toutes choses,

Et partout exploré,

(Tout) ce qui est caché (?) !

Surdoué (?) de sagesse,

Il a tout embrassé du regard :

Il a contemplé les Secrets,

Découvert les Mystères,

Il nous (en) a (même) appris

Sur avant le Déluge !

Retour de son lointain voyage,

Exténué, mais apaisé,

Il a gravé sur une stèle

Tous ses labeurs !
— Tablette I de la version standard, traduction de J. Bottéro.
L'incipit de la version standard, ša naqba imuru en akkadien, définit Gilgamesh comme « celui qui a tout vu », ou bien, selon une autre lecture du terme naqbu, qui signifie la « totalité » mais désigne aussi le domaine des eaux souterraines, comme « celui qui a vu la profondeur », ce qui serait alors selon l'interprétation d'A. George une référence à l'Abîme (Apsû), le domaine où réside Ea, dieu de la sagesse de la Mésopotamie. Gilgamesh a en effet acquis le savoir du dieu Ea, en particulier après sa rencontre avec le survivant du Déluge, Uta-napishti, qui est un protégé de ce dieu. Une autre manière de traduire cette formule est « celui qui est allé à la source des choses ».
Au début de l’œuvre, Gilgamesh est un souverain à la stature impressionnante, plus beau et plus fort que le commun des mortels, mais pas franchement un roi exemplaire, un personnage arrogant, impulsif et en quelque sorte immature, et c'est pour cela que les dieux créent Enkidu comme devant être son rival. Mais il parvient à le rallier à lui, et ensemble ils accomplissent des exploits guerriers inégalés, qui renforcent encore plus l’hybris de Gilgamesh, finalement punie par la décision de la mort d'Enkidu. La peur de la mort qui consume ensuite le héros le conduit jusqu'au survivant du Déluge, qui lui apprend la vanité de sa quête et lui enseigne ce qui s'est produit durant le Déluge. Ramené à la raison et à l'humilité, fort de ces expériences, Gilgamesh peut alors devenir « celui qui surpasse les autres rois », aussi bien par sa force que sa sagesse. Il décide ensuite de transmettre son savoir en le consignant par écrit sur un monument (une tablette en lazulite selon le texte), qui aurait servi de base à l’Épopée,' Selon A. George, Gilgamesh est alors un devenu une sorte de « héros culturel », en mesure de refonder la civilisation après le Déluge et de permettre à l'humanité de grandir,.
Selon F. Joannès, plus précisément, « la leçon essentielle qu'a tirée Gilgamesh de son périple au bout du monde et de sa rencontre avec Ut-napishtim, est que si tout individu a un destin périssable, l'humanité, elle, a reçu des dieux la garantie qu'elle survivrait. (…) Et la condition et le cadre de cette survie, c'est la forme la plus haute de l'existence de la collectivité humaine, c'est-à-dire la communauté urbaine, la ville en général, Uruk en particulier. » Cela explique pourquoi la tablette XI de l’Épopée se termine, en écho au prologue, sur l'image du roi montrant fièrement à Ur-Shanabi sa cité, présentée comme une sorte de ville idéale aux proportions harmonieuses.
L’Épopée n'est donc pas seulement un récit sur la condition humaine, la mort, et sur l'échec de son héros dans sa quête d'immortalité. C'est, en particulier après la mort d'Enkidu, un récit d'apprentissage. Il décrit une quête initiatique au cours de laquelle Gilgamesh gagne en maturité et en sagesse, après plusieurs péripéties qui fonctionnent comme des rites de passage, ses succès mais encore plus ses échecs, l'expérience avec la mort et l'acceptation de celle-ci,. Th. Jacobsen a défini ce texte comme une histoire sur le fait de grandir (« a story about growing up »), et à sa suite R. Harris y a vu une histoire sur le passage de l'enfance à l'âge adulte (« coming of age »),.

### Enkidu, le sauvage devenu ami fidèle
Le personnage d'Enkidu occupe une place importante dans l’Épopée. Son évolution, sa nature, et sa relation avec le protagoniste de l’œuvre ont suscité diverses analyses.
Enkidu apparaît dans les récits en sumérien relatifs aux exploits de Gilgamesh, plutôt en tant que serviteur de ce dernier, même si la profonde amitié qui les lie ressort de certains de ces textes, en particulier Gilgamesh, Enkidu et les Enfers et la Mort de Gilgamesh, et qu'Enkidu prodigue souvent des conseils à Gilgamesh, comme il le fait dans l’Épopée. Cette dernière lui offre néanmoins une biographie complète et cohérente à partir de ces précédents.
Enkidu est une création divine, destiné à juguler l'ardeur et l'impétuosité de Gilgamesh. Il se présente d'abord comme un sauvage, plus proche de l'animal que de l'homme, vivant dans la steppe, espace des forces de la nature, à l'écart de la civilisation des villes et des terroirs de Babylonie. C'est un personnage vigoureux, égal à Gilgamesh. Sa rencontre et son union sexuelle, pendant six jours et sept nuits, avec la courtisane Shamhat, fonctionne comme un rite de passage qui le conduit du monde animal vers le monde des humains,. Dans un fragment de la période paléo-babylonienne récemment publié, cette première semaine de sexe est suivie par une proposition d'aller à Uruk rencontrer Gilgamesh, puis une seconde semaine de relations sexuelles qui achèvent de conduire Enkidu vers la société humaine.
Malgré l'espoir que suscite la venue d'Enkidu chez le peuple d'Uruk, ce dernier ne calme en rien les ardeurs de Gilgamesh, au contraire il l'accompagne dans sa quête de gloire de plus en plus démesurée, et se joint finalement à lui dans les outrages faits aux dieux, ce qui devait causer sa fin. Les déplorations de Gilgamesh lors du trépas d'Enkidu, et dans la quête d'immortalité que sa mort suscite révèlent la profondeur des liens entre les deux. Dans l’Épopée, Enkidu est l'« ami » (ibru) de Gilgamesh, celui qui promet de l'accompagner et de le protéger dans ses aventures, et le conseille à plusieurs reprises. Sa perte est donc une épreuve terrible pour Gilgamesh qui avait trouvé en lui un compagnon qui lui était parfaitement complémentaire. Il a également été souligné que la relation entre les deux avait une teneur homo-érotique et que les déplorations de Gilgamesh, et la façon dont il décrit Enkidu, recouraient par moments à un langage érotique le présentant quasiment comme son amant. La question de savoir s'il y a vraiment une relation homosexuelle sous-entendue dans le texte, ou bien s'il s'agit plutôt d'emprunts littéraires au vocabulaire de l'amour pour caractériser une relation amicale, est discutée.
Quoi qu'il en soit, le binôme qu'il forme avec Gilgamesh est un des éléments marquants de la première partie de l’Épopée : il est son alter ego, né dans la steppe et incarnant de ce fait la nature alors que le roi de la cité d'Uruk représente la culture ; il est l'autre créé pour être son rival, le canaliser, devenant par un retournement de situation l'ami qui le conseille et le soutient à plusieurs reprises, lui permettant d'accomplir des exploits jusqu'alors inimaginables, ce qui rend sa perte encore plus dramatique.

### Le rôle des personnages féminins

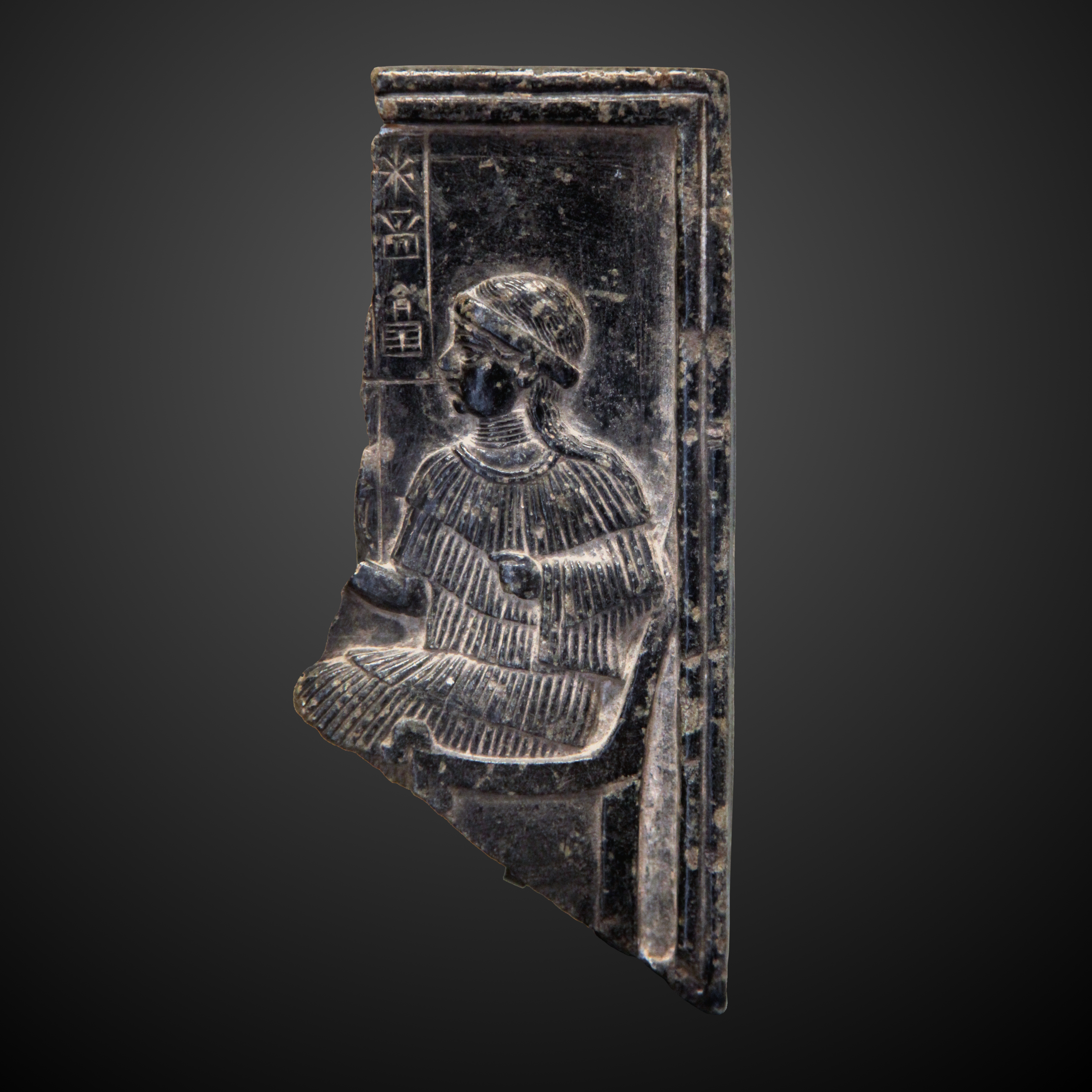
Fragment d'un relief dédié à la déesse Ninsun, période néo-sumérienne (fin du), musée du Louvre.

Plusieurs personnages féminins jouent un rôle dans le déroulement de l’Épopée à plusieurs moments. Leur rôle est toujours secondaire, souvent une fonction d'assistance et de bienveillance envers Gilgamesh ou Enkidu, exception faite du cas d'Ishtar déjà évoqué. L'Épopée ayant été rédigée par des hommes pour une audience masculine, leur rôle est alors plutôt défini en fonction des attentes des personnages masculins, et semble du reste être minoré par les versions récentes par rapport aux plus anciennes, ce qui indiquerait un renforcement du pouvoir d'action des personnages masculins. Elles sont néanmoins indispensables au déroulement de l'intrigue et au développement des personnages principaux, qu'elles éduquent, conseillent, encouragent, appuient, pour jouer en fin de compte des rôles d'acculturation et de socialisation.
La déesse Ninsun (la « Dame-bufflesse » en sumérien ; son épithète akkadien rīmatu, « bufflesse », apparaît à plusieurs reprises dans l’Épopée), la mère de Gilgamesh, est évidemment la figure maternelle par excellence de l’œuvre. Elle assiste son fils, ainsi qu'Enkidu qui devient apparemment son fils adoptif dans un passage fragmentaire de la tablette III de la version standard, est présentée comme un personnage aimant, se souciant constamment de son fils, invoquant pour lui la protection de Shamash. C'est une personne sage, décrite comme « omnisciente » (mudāt kalāma), et spécialisée dans l'interprétation des rêves (l'oniromancie), fonction souvent exercée par des femmes dans la Mésopotamie ancienne.
Shamhat est une prostituée/courtisane (ḫarimtu), peut-être évoluant dans le cercle du temple de la déesse de l'amour Ishtar. Son statut est ambivalent, puisqu'elle représente une catégorie de femme vivant aux marges de la société bien établie, n'étant pas mariée mais vivant de façon indépendante, mais dans l’Épopée elle est plutôt vue sous un jour favorable, quand elle aide Enkidu à s'intégrer au monde civilisé, d'abord par ses attraits sexuels, puis sous un jour plus maternel, en lui apprenant à boire, manger et se vêtir de façon « civilisée ».
Shiduri la cabaretière (sābîtu) représente une autre catégorie de femmes jouissant d'une certaine indépendance dans la société de la Mésopotamie ancienne. Mais elle se détache de ce modèle, puisqu'elle porte un voile, ce qui indique son statut de femme mariée, et son nom est écrit précédé du déterminatif de la divinité, ce qui indique qu'elle a un statut divin. Elle joue elle aussi le rôle de femme sage, prodiguant des conseils de bon sens à Gilgamesh, et c'est peut-être une déesse secondaire de la sagesse,,. Dans la version paléo-babylonienne, elle lui délivre un plaidoyer (souvent caractérisé comme « hédoniste ») sur la nécessité de se contenter de profiter d'une vie simple dans un cadre domestique stable, qui est un des passages les plus cités de l’Épopée de Gilgamesh. Cependant, il n'a pas été repris dans la version standard :
Pourquoi donc rôdes-tu, Gilgamesh ?

La vie-sans-fin que tu recherches, tu ne (la) trouveras (jamais) !

Quand les dieux ont créé les hommes,

Ils leur ont assigné la mort,

Se réservant l'immortalité à eux seuls !

Toi, (plutôt) remplis-toi la panse ;

Demeure en gaîté, jour et nuit ;

Fais quotidiennement la fête ;

Danse et amuse-toi jour et nuit ;

Accoutre-toi d'habits bien propres ;

Lave-toi, baigne-toi ;

Regarde tendrement ton petit qui te tient par la main,

Et fais le bonheur de ta femme serrée contre toi !

Car telle est l'(unique) perspective des hommes !
— Version paléo-babylonienne, fragments de Berlin et Londres., traduction de J. Bottéro.
L'épouse anonyme d'Uta-napishti le héros du Déluge suit également le modèle de la figure maternelle, bienveillante et avisée, dans son attitude vis-à-vis de Gilgamesh, intercédant à plusieurs reprises en faveur de ce dernier auprès de son mari.

### Le Déluge et son héros
Le récit du Déluge développé dans la onzième tablette de la version standard constitue un des passages de l’œuvre qui a le plus attiré l'attention depuis sa redécouverte, en raison du parallèle qu'il offre avec le texte de la Genèse. Une fois le reste de l’Épopée reconstitué, il est néanmoins apparu qu'il s'agissait d'un récit enchâssé, dont il est estimé qu'il a sans doute été ajouté tardivement (dans la version standard) car il ne figure pas dans les fragments de la version paléo-babylonienne. C'est manifestement une transposition du récit du Déluge qui apparaît dans Atrahasis (ou Mythe du Supersage), texte akkadien rédigé vers le XVIIIe siècle av. J.-C., dont certains passages sont repris quasiment au mot près. Le récit mésopotamien du Déluge (qui apparaît également dans un troisième texte en sumérien, la « Genèse d'Eridu », apparemment aussi une adaptation d'Atrahasis) relève du genre des descriptions de catastrophes suscitées par les dieux contre les humains, qui se développent au début du IIe millénaire av. J.-C., en particulier dans les textes en sumérien dits de « Lamentations » sur la chute de la troisième dynastie d'Ur,. Son héros passe plusieurs rites d'institution, et devient un personnage civilisateur, refondant l'humanité après sa quasi-disparition.
De ce fait, le récit du Déluge est pour ainsi dire extérieur au reste de l’Épopée : Gilgamesh n'en est pas le protagoniste, et ce passage pourrait être absent de l’œuvre sans en changer le sens. L'important pour le propos de l’Épopée est avant tout que Gilgamesh reçoive le savoir sur le Déluge de la personne même qui y a survécu et est la seule (avec son épouse) à pouvoir lui délivrer. C'est donc par le biais de la révélation au héros que l'humanité a connaissance de ce cataclysme. C'est d'ailleurs le seul savoir qu'a acquis Gilgamesh lors de son éveil à la plus grande sagesse qui soit explicitement mentionné dans le prologue de l’œuvre. Uta-napishti (qui correspond au « Supersage » d'Atrahasis, et au Ziusudra de la version sumérienne du Déluge) joue le rôle d'un personnage doué d'un savoir immense, connaissant des choses ignorées du reste de l'humanité, et il initie Gilgamesh à ces choses qu'il pourra ensuite transmettre au reste de l'humanité dans son action pour le renouveau de celle-ci,. Cette tradition est déjà présente dans le récit en sumérien La Mort de Gilgamesh, d'époque paléo-babylonienne, où il est dit qu'à l'issue de ses aventures Gilgamesh a rencontré Ziusudra qui lui a enseigné la sagesse d'avant le Déluge. Selon F. Joannès, « la leçon véritable du Déluge » est alors que « les dieux ont reconnu l'utilité fondamentale de l'espèce humaine pour la pérennité de l'ordre du monde », assurant ainsi sa survie malgré sa mortalité. Il incombe alors à Gilgamesh de lui fournir un modèle d'organisation autour de sa cité d'Uruk.

## La réception et l'influence de l’Épopéedans le monde antique

### Mésopotamie et Proche-Orient anciens
L'Épopée de Gilgamesh a pu être décrite par le passé comme une « saga nationale » de la Mésopotamie antique, une représentation de l'homme babylonien « idéal », ce qui est excessif. Il y a néanmoins plusieurs arguments permettant de plaider en faveur du fait que l’Épopée de Gilgamesh ait joui d'une certaine popularité en Mésopotamie antique, et dans certaines régions voisines, au moins dans le milieu lettré qui est le cadre par lequel elle est connue. Le contexte de découverte des tablettes de l’Épopée, quand il est déterminé, est celui des lieux d'enseignement, donc un cadre scolaire, ou bien des bibliothèques des temples et palais du Ier millénaire av. J.-C., accessibles aux lettrés, en général des membres du clergé (exorcistes, lamentateurs, devins). Dans ces contextes-là, l’Épopée, et la littérature mythologique et épique d'une manière générale, ne représentent qu'une portion infime des tablettes retrouvées ; par exemple, ils ne représentent que quelques dizaines de tablettes sur les milliers mises au jour à Ninive. Dans le milieu lettré, les textes « techniques », d’usage plus pratique (listes lexicales, textes rituels), représentaient en général la grande majorité des textes copiés et conservés. Dans le milieu scolaire, l’Épopée semble servir de texte de base divertissant pour l'apprentissage du cunéiforme (apparemment surtout ses premières tablettes), et être étudiée dans son intégralité par les étudiants les plus aguerris. Les versions complètes étaient accessibles dans les bibliothèques de savants. Elle peut dès lors servir de modèle dans les milieux lettrés : une prophétie de l'époque néo-assyrienne (VIIe siècle av. J.-C.) contient des citations inspirées par des passages de la version standard. En fait, il est surtout pertinent de comparer en termes de « popularité » ce texte par rapport aux autres textes mythologiques et épiques : si on en juge par le nombre de copies retrouvées pour le Ier millénaire av. J.-C., seule l’Épopée de la Création (Enūma eliš) semble excéder celle de l’Épopée de Gilgamesh, l’Épopée d'Erra étant par ailleurs connue par un nombre de tablettes s'approchant de celui du récit des aventures de Gilgamesh ; cependant, à la différence de ce dernier, ces deux autres textes ont potentiellement des usages rituels, ce qui peut expliquer en partie leur diffusion. Les trouvailles de copies de l’Épopée en dehors de la Mésopotamie dans d'autres régions participant à la « culture cunéiforme » pour la seconde moitié du IIe millénaire av. J.-C. (en Syrie, en Palestine, en Anatolie avec des traductions en hittite et hourrite) semble également plaider en faveur d'une certaine popularité de l’œuvre dans le milieu lettré, de même que le fait que les aventures de Gilgamesh aient connu plusieurs moutures et remaniements pendant plus d'un millénaire et soient copiées jusqu'aux époques séleucide et parthe voyant la fin de la culture lettrée mésopotamienne cunéiforme,.
Aller plus loin est complexe puisqu'il est impossible d'étudier la transmission orale de l’Épopée de Gilgamesh, ou plutôt des aventures de Gilgamesh, dans des variantes plus ou moins proches de celles des versions écrites. De plus, ce personnage apparaît régulièrement sur une période de près de 2 500 ans dans la littérature cunéiforme sous ses différents aspects (roi, héros, dieu infernal), qui ne renvoient pas forcément à l’Épopée. L'art apporte quelques éléments de réponse : même s'il est souvent difficile de rapprocher des scènes de combat de textes épiques ou mythologiques et que beaucoup de tentatives d'identifier des passages de l’Épopée dans l'art sont peu convaincantes, il semble assuré que l'on trouve à partir du début du IIe millénaire av. J.-C., sur des plaques en terre cuite et des sceaux-cylindres, des représentations des hauts faits de Gilgamesh et d'Enkidu, en particulier les combats contre Huwawa/Humbaba et contre le Taureau céleste (documentés aussi bien par différentes parties de l’Épopée que par les récits sur Gilgamesh en sumérien). Cela indique que les aventures de ces héros avaient un écho en dehors du milieu lettré,,,,.

### Survivances et influences de l’Épopéedans l'Antiquité et au Moyen Âge
Depuis sa redécouverte, les possibles survivances et influences de l'Épopée de Gilgamesh dans des civilisations du Moyen-Orient et au-delà ont fait l'objet de nombreuses études. Il est cependant souvent difficile de déterminer avec assurance s'il y a bien un emprunt direct à l’Épopée, ou plus largement à des légendes sur Gilgamesh qui ont pu circuler oralement ou sous des formes écrites disparues. Les cas les plus évidents de transmission sont ceux dans lesquels on peut relever un emprunt littéraire direct, sur la comparaison de passages similaires entre deux œuvres. Retrouver le nom de Gilgamesh et d'autres personnages de l’Épopée dans d'autres sources est également un élément concluant pour mettre en évidence une survivance. En revanche, étudier les motifs épiques et folkloriques similaires est plus complexe, car les points communs entre plusieurs récits peuvent simplement témoigner du fait que ces motifs étaient partagés plus largement dans des civilisations antiques en raison de liens culturels très anciens et d'échanges à diverses époques, et ne témoignent donc pas forcément d'une influence directe ou indirecte de l’Épopée. Cela d'autant plus qu'il y a très peu de sources pour indiquer par quels canaux la transmission aurait pu se faire, en particulier durant l'Antiquité tardive. En revanche, si les histoires, les thèmes et les personnages sont similaires entre les histoires, envisager une influence devient plausible, quand bien même elle se fait dans le cadre d'une œuvre nouvelle suivant ses propres finalités. Ces possibles influences sont très souvent débattues, certains défendant une approche sceptique et restrictive, n'acceptant en général la possibilité d'une influence qu'en cas d'emprunt littéraire clair, tandis que d'autres ont une approche plus large et décèlent plusieurs cas d'influences de l’Épopée dans des œuvres de la littérature antique et médiévale qui présentent plus ou moins de similitudes avec l’œuvre de référence.
Concernant les liens entre les récits du Déluge de la Genèse et celui de la tablette XI de l’Épopée, ou plus largement des versions mésopotamiennes du Déluge (puisque le récit de l'Épopée de Gilgamesh repose manifestement sur celui de l'Atrahasis et est un ajout tardif), on serait en présence d'un motif mythologique qui semble partagé entre plusieurs civilisations du Moyen-Orient antique, mais dans ce cas les similitudes entre les textes sembleraient bien plaider en faveur d'une influence directe ou indirecte de récits mésopotamiens, mais pas forcément celui de l’Épopée, sur ceux de la Bible. Il a par ailleurs été proposé qu'il y ait une influence littéraire du passage de l’Épopée relatant le combat entre Gilgamesh et Enkidu sur un autre passage de la Genèse, celui du combat de Jacob. Des ressemblances entre des passages de l’Épopée et de l'Ecclésiaste (notamment le discours de Shiduri dans la version paléo-babylonienne et Eccl. 9, 7-9) ont également fait supposer à certains une influence directe de la première sur le second.
Les recherches d'influences de l’Épopée sur d'autres œuvres ont également porté sur les épopées d'Homère. M. West a ainsi proposé qu'on retrouve des traces d'une influence littéraire sur plusieurs aspects de l’Iliade et de l’Odyssée. Dans la première, Achille est, comme Gilgamesh, un héros beau et fort physiquement, fils d'une déesse (Thétis), et sa relation avec Patrocle présente des similitudes avec celle unissant le héros mésopotamien et Enkidu, connaissant elle aussi un dénouement tragique qui s'accompagne de déplorations poignantes du héros. Dans la seconde, Ulysse a pour point commun avec Gilgamesh d'avoir accompli de longues pérégrinations et de disposer d'une grande sagesse ; la Nekuia du Chant XI de l’Odyssée emprunterait à la tablette XII de la version ninivite de l’Épopée de Gilgamesh. A. George a objecté que ces ressemblances ne relèveraient que d'influences plus larges de motifs folkloriques depuis le Moyen-Orient vers la Grèce, et du fait que ces œuvres relèvent du même genre, celui de l’épopée, présentant des thématiques et structures narratives de base communes à ce type de récit.
Des survivances possibles des aventures de Gilgamesh ont été relevées dans plusieurs textes de la littérature de l'Antiquité récente, qui témoignent certes de la continuité de la figure de Gilgamesh, mais ne présentent pas vraiment de ressemblances avec ses aventures dans l’Épopée qui permettent d'envisager une influence littéraire de celle-ci. Gilgamesh (glgmyš) et Humbaba (ḥwbbš) apparaissent ainsi dans le Livre des Géants trouvé parmi les parchemins des Manuscrits de la mer Morte datant du Ier siècle av. J.-C.. La déesse syrienne de Lucien de Samosate (IIe siècle) contient un passage qui a été rapproché de l'histoire de Gilgamesh : il raconte l'histoire d'un personnage nommé Combabos, ami du roi Séleucos, qui, pour ne pas être accusé d'avoir fauté avec l'épouse de ce dernier, Stratonice, qu'il doit accompagner lors d'un voyage, choisit de s'émasculer. Un passage du De la nature des animaux de Claude Élien (début IIIe siècle) relate la naissance d'un personnage nommé Gilgamos, mais l'histoire ne renvoie pas à l’Épopée, plutôt à d'autres œuvres de la Mésopotamie antique ou de régions voisines (Etana, naissance légendaire de Sargon d'Akkad).
En revanche, certains récits d'époque antique et médiévale, sans renvoyer clairement au nom de Gilgamesh, présentent suffisamment de similitudes avec des passages de l’Épopée pour qu'une influence, même lointaine, ait pu être envisagée. Dans le Livre d'Hénoch, la géographie mythique décrite lors des voyages oniriques d'Hénoch présente des similitudes avec les pérégrinations de Gilgamesh lorsqu'il se rend chez Uta-napishti. Surtout, les similitudes entre les aventures de Gilgamesh et celles du roi Alexandre relatées dans le Roman d'Alexandre (version β, v. Ve siècle, en grec à l'origine, puis traduit et adapté en syriaque, arabe, etc.), notamment sa quête de la fontaine de jouvence, ont souvent été mises en avant comme un exemple d'emprunt à l’Épopée. Il est quelquefois supposé une influence des légendes sur Alexandre sur un passage du Coran (sourate XVIII, versets 60-82) dans lequel Moussa (Moïse) se rend à la confluence des deux mers et où il rencontre un personnage nommé al-Khidr qui le soumet à une épreuve de patience, et en allant plus loin certains ont supposé une influence indirecte et parfois directe des légendes sur Gilgamesh, mais tout cela est très conjectural. Le Récit de Buluqiya, conte arabe intégré dans les Mille et une nuits, a pour héros un jeune roi partant à l'aventure, rencontrant finalement un roi immortel lui apprenant les secrets de la création du monde par Dieu, a été vu comme présentant plusieurs points communs avec l'histoire de Gilgamesh, mais il reste difficile de tracer une continuité entre les deux. Accepter cette influence sur des textes postérieurs à la fin de la tradition cunéiforme suppose en effet de considérer que des versions en araméen de l’Épopée de Gilgamesh ont existé et servi de canal de transmission.
Hors du Moyen-Orient, un passage de l'épopée indienne Mahabharata, relatant comment un jeune ascète élevé dans la nature nommé Ṛśyaśṛnga est séduit par une prostituée qui le conduit ensuite vers le souverain local, a été rapproché du récit de la « domestication » d'Enkidu par la courtisane Shamhat.
Il apparaît donc que l'histoire de l’Épopée a sans doute été oubliée après la fin de la civilisation mésopotamienne aux débuts de notre ère et la perte de la majeure partie de ses accomplissements littéraires, même si certains de ses récits ont pu avoir une influence dans des œuvres postérieures. Mais la faible connaissance de la littérature en langue araméenne de ces époques empêche d'en savoir plus sur les modalités et les réalités de ces survivances. En tout cas c'est plutôt la figure de Gilgamesh qui a survécu quelque temps, dans des récits ayant au mieux une vague ressemblance avec l’Épopée.

## La réception et la postérité de l’Épopéeà l'époque contemporaine
Après sa redécouverte à la fin du XIXe siècle, l'Épopée se diffuse progressivement auprès d'un lectorat de plus en plus ample et inspire un nombre croissant de créations. Un décalage se produit cependant entre la date de la première redécouverte de l'Épopée et les débuts de sa postérité dans les arts : ce n'est qu'après la Première guerre mondiale que les premières traductions fiables et destinées à un public non académique commencent à rencontrer leur public chez les écrivains et les poètes, et ce n'est qu'après la Deuxième guerre mondiale que l'Épopée se répand plus largement dans des arts et des genres variés.
À la différence des épopées grecques auxquelles elle est souvent comparée, l’Épopée de Gilgamesh doit conquérir un nouveau public après sa redécouverte moderne. Elle rencontre rapidement un certain écho, pour plusieurs raisons. Dès le début, elle suscite un vif intérêt en raison de ses similitudes avec les récits bibliques (notamment dans le contexte de la controverse allemande « Babel und Bibel » au début du XXe siècle, qui questionnent la nature et l'ampleur de la dette biblique envers l'héritage babylonien). On s'intéresse également à son aspect épique, qui fait qu'on l'a présentée tantôt comme une « Iliade de Babylonie », tantôt comme une « épopée nationale » babylonienne. Ses thématiques liées à la condition humaine, notamment ses questionnements sur la quête de gloire et la mort, ont éveillé la curiosité des lecteurs modernes, en ouvrant la voie à des analyses psychologiques. Pour le public cultivé, l’Épopée est rapidement devenue le texte caractéristique de la civilisation mésopotamienne. De ce fait, elle a servi de source d'inspiration à des œuvres de fiction, de poésie, de théâtre, de peinture, de musique, etc., qui lui ont donné une nouvelle vie avec des interprétations modernisées, surtout après 1945.

### Littérature
La réception de l’Épopée de Gilgamesh pendant les quarante premières années qui suivent sa découverte est dominée par la théologie et l'histoire des religions : l’Épopée intéresse essentiellement pour les parallèles qu'elle rend possibles avec la Bible, en particulier l'histoire du Déluge. Pendant et après la Première Guerre mondiale, la publication de plusieurs traductions fiables éveille l'intérêt d'une poignée d'écrivains et d'artistes, principalement en Allemagne. L’Épopée est mentionnée et commentée avec enthousiasme par Rainer Maria Rilke, Hermann Hesse et Thomas Mann ainsi que par le psychanalyste Carl Gustav Jung.
La postérité de l’Épopée prend beaucoup plus d'ampleur après la fin de la Deuxième guerre mondiale. La littérature de l'Allemagne de l'après-guerre manifeste un intérêt notable pour Gilgamesh, moins sous forme d'adaptations que de références nourrissant des fictions originales dans des genres variés. Hermann Kasack publie en 1947 le roman La Ville au-delà du fleuve dans lequel un chercheur spécialisé dans l'étude de l'Akkadie antique retrouve après la guerre Hambourg en ruines (la ville du titre) décrite sous la forme d'un monde fantomatique proche des cauchemars d'Enkidu. Le roman Le Fleuve sans rives de Hans Henny Jahnn, publié en 1949-1950 sous la forme d'une trilogie, met en scène dans sa partie centrale la vie d'un compositeur marqué par une relation homoérotique longue de vingt ans avec l'un de ses amis, et l'œuvre à laquelle ce compositeur travaille de longue haleine s'avère être une symphonie inspirée de Gilgamesh. Le roman policier L'Affaire Gouffé de Joachim Mass tisse un ensemble de références à l’Épopée : le personnage principal est si passionné par l’Épopée que ses amis le surnomment « Gilgamesh-Edmond » ; il enquête sur la mort de son ami, ce qui l'emmène aux quatre coins du monde, comme Gilgamesh après la mort d'Enkidu ; et il a affaire à une séductrice qui peut rappeler Ishtar. Aux États-Unis, l'Épopée suscite l'intérêt des poètes Charles Olson et Gregory Corso.
Le Héros aux mille et un visages de Joseph Campbell (1949) intègre l’Épopée dans son analyse du « voyage du héros », qui a eu une grande influence littéraire, la seconde partie du récit étant présentée comme un exemple de quête héroïque d'un élixir. Cet auteur semble aussi avoir joué un rôle important dans l'intégration de Gilgamesh dans les études psychologiques et les réflexions sur l'identité. L’Épopée a suscité l'intérêt de divers auteurs de science fiction, qui sont de manière générale très bien informés sur les mythes anciens, et certains d'entre eux considèrent ce récit comme la plus ancienne œuvre de science-fiction. Ces analyses participent d'une tendance répandue à considérer Gilgamesh comme un des premiers héros littéraires ou une sorte de « proto-héros » ayant fortement influencé les figures héroïques postérieures, jusqu'aux super-héros modernes.
De nombreuses adaptations de l'épopée antique destinées au grand public, mais comportant aussi une part de création, sont publiées à la fin du XXe et au début du XXIe siècle. Une partie de ces adaptations est illustrée, surtout lorsqu'il s'agit de publications pour la jeunesse. Au Canada, l'auteur québécois Jean Marcel publie en 1979 Le Chant de Gilgamesh, une traduction adaptée accompagnée d'illustrations de Maureen Maxwell. En France, l'Épopée de Gilgamesh est inscrite au programme des cours de français du collège en 2008 parmi les « textes fondateurs » à étudier en classe de sixième, ce qui entraîne plusieurs parutions d'adaptations pour la jeunesse chez les éditeurs d'ouvrages pédagogiques.
À la fin des années 1950 commencent à apparaître de nombreuses adaptations de l’Épopée de Gilgamesh sous la forme de romans historiques dans divers pays. Le premier représentant du genre est Gilgamesh : Romanzo, de Gian Franco Gianfilippi, paru en 1959. En 1984, l'auteur de science-fiction américain Robert Silverberg publie Gilgamesh, roi d'Ourouk, une version historicisée de l'Épopée (sa suite parue en 1989, Jusqu'aux portes de la vie, tient davantage de la science-fiction).
Plusieurs romans, récits ou pièces de théâtre inspirés de l’Épopée mettent en scène une relation homosexuelle entre Gilgamesh et Enkidu. Le thème apparaît déjà dans le roman de Hans Henny Jahnn Le Fleuve sans rives au tournant des années 1950, mais il est traité plus ouvertement pour la première fois dans le roman allemand Gilgamesch de Guido Bachmann (de) en 1966 puis par plusieurs autres auteurs dans plusieurs pays.
D'autres réécritures abordent l'histoire sous un angle féministe, comme Call Me Ishtar, roman de Rhoda Lerman paru en 1973.
L'ancien président irakien Saddam Hussein, qui éprouvait une fascination pour la figure de Gilgamesh et reprenait souvent le passé mésopotamien antique pour conforter sa légitimité, a écrit (ou du moins a participé à la rédaction) Zabiba et le Roi, un roman inspiré des Mille et une nuits mais reprenant aussi des éléments de l’Épopée de Gilgamesh, puisque le personnage principal est un roi tyrannique qui devient plus juste après avoir rencontré une femme du peuple nommée Zabiba.

### Musique

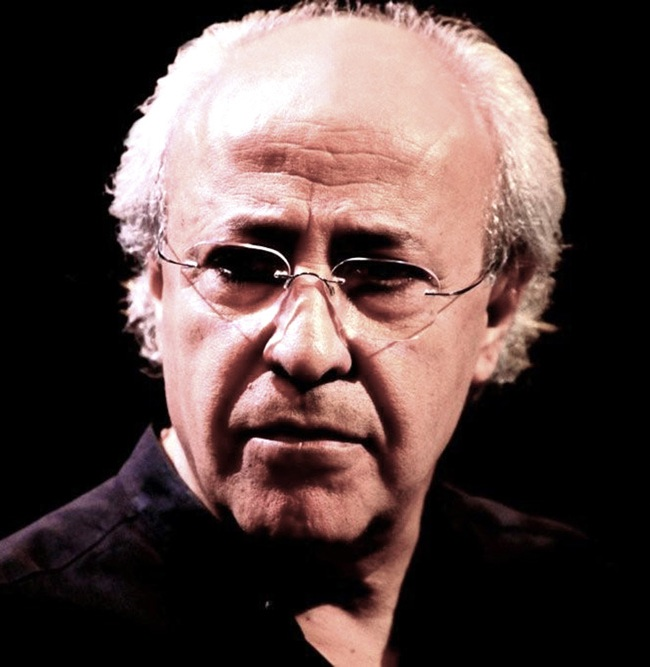
Abed Azrié en 2013.

En 1958, le compositeur Bohuslav Martinů crée à Bâle un oratorio, L'Épopée de Gilgamesh (Epos o Gilgamešovi), inspiré de l’Épopée et considéré généralement comme son chef-d'œuvre.
En 2001, le poète, compositeur et chanteur franco-syrien Abed Azrié réalise une adaptation mêlant la lecture ou le chant de traductions en arabe des tablettes suméro-babyloniennes de l'Épopée et un accompagnement musical utilisant des instruments comme l'oud, le qânun, la flûte nay et les percussions orientales.
Les aventures de Gilgamesh ont également trouvé un écho dans d'autres styles musicaux, par exemple le premier album du groupe australien Gypsy & The Cat (Gilgamesh, 2010), une chanson du rappeur Baba Brinkman (album Rapconteur, chanson Gilgamesh, 2010) ou encore un album du groupe de heavy métal irakien Acrassicauda (Gilgamesh, 2015).

### Théâtre
En Irak, l’Épopée de Gilgamesh a fait l'objet de plusieurs adaptations théâtrales dans les années 1970, souvent marquées par les idées nationalistes et révolutionnaires du parti Baas alors au pouvoir ; l'une d'elles fut jouée dans le théâtre de Babylone.
En 1988, Le Voyage spirituel de Gilgamesh est une adaptation franco-indonésienne de l'Épopée issue de la collaboration entre le Théâtre aux Mains Nues et des artistes professionnels indonésiens (les dalangs) spécialisés dans le wayang, théâtre de marionnettes indonésien.
Plusieurs œuvres théâtrales modernes s'inspirent de l'Épopée, par exemple Gilgamesh de Piers Beckley joué à Londres en 2017, qui développe notamment la thématique de l'amour entre Gilgamesh et Enkidu.

### Danse
En 2019, Outwitting The Devil est une adaptation britannique de l'Épopée, réalisée par Akram Khan et qui reprend à travers musiques et danses l'histoire de Gilgamesh dans une adaptation plus moderne.

### Arts plastiques
En 1981, l'artiste allemand Anselm Kiefer publie trois séries de photomontages intitulées Gilgamesh und Enkidu im Zedernwald (« Gilgamesh et Enkidu dans la Forêt des Cèdres »), suivant une histoire très librement inspirée par un passage de l'Épopée.

### Cinéma et télévision
En 1985, les frères Quay, cinéastes américains, réalisent This Unnameable Little Broom (or the Epic of Gilgamesh), un court-métrage d'animation fantastique utilisant l'animation en volume et dont le scénario s'inspire librement de l'épisode de l’Épopée dans lequel Gilgamesh envoie la courtisane à Enkidu pour l'apprivoiser,.
Un épisode de la cinquième saison de la série télévisée de science-fiction Star Trek : La Nouvelle Génération intitulé Darmok et daté de 1991 fait référence à l’Épopée de Gilgamesh, racontée par le capitaine Picard à un extraterrestre qu'il rencontre, et le scénario de l'épisode fait écho au récit antique. Le long métrage kurde, Where Is Gilgamesh?, basé sur l'épopée de Gilgamesh, est réalisé par Karzan Kardozi et tourné au Kurdistan irakien en 2024.

### Bande dessinée

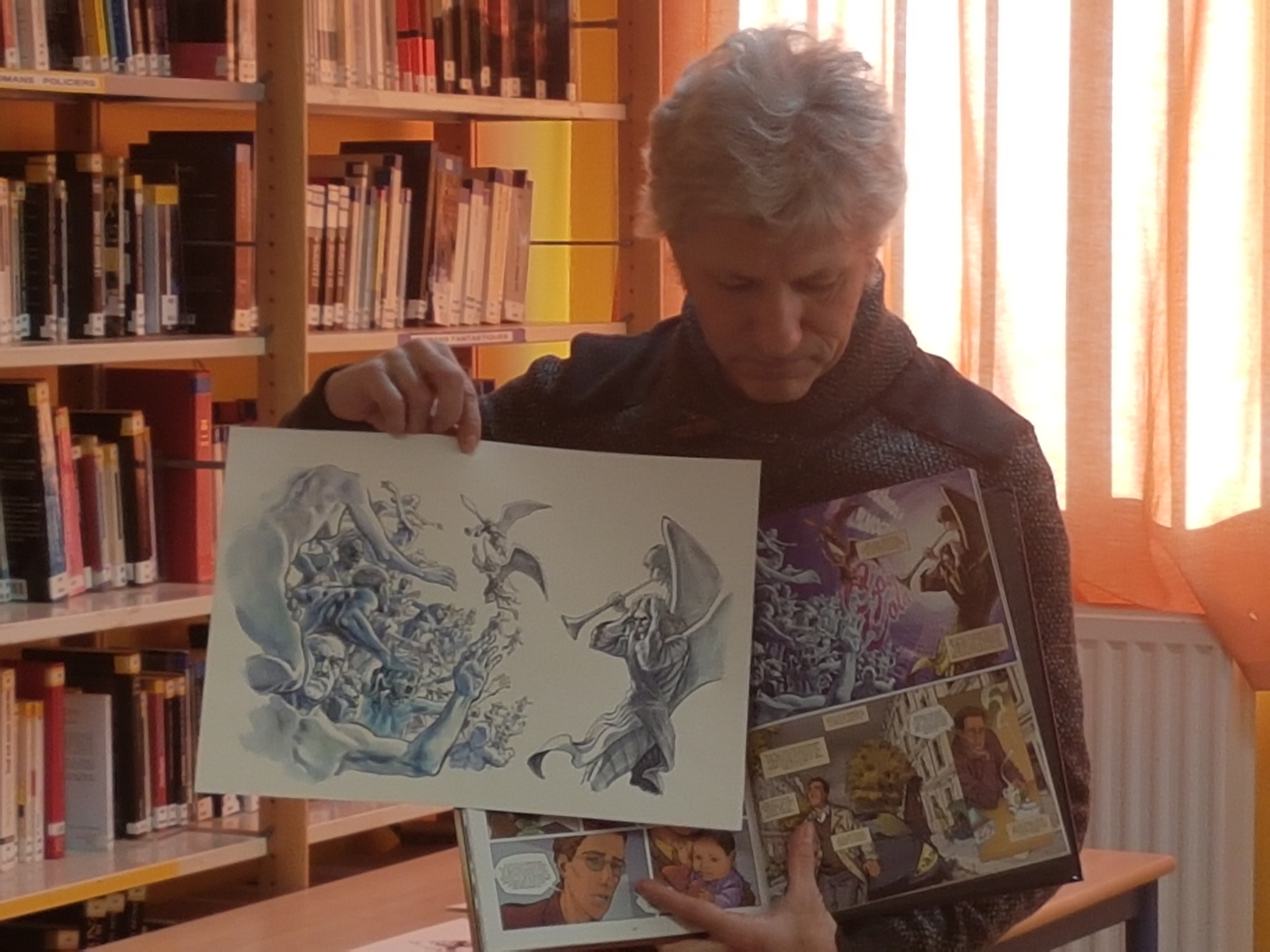
Pierre Taranzano (2019)

Plusieurs adaptations de l'Épopée en bande dessinée sont publiées au tournant du XXIe siècle. En 2004-2006, la bande dessinée Gilgamesh de Gwen de Bonneval et Frantz Duchazeau, parue chez Dargaud (en deux tomes puis en intégrale), constitue une adaptation proche du texte antique qui se base sur la traduction française de Jean Bottéro. En 2012, un extrait de l'épopée (l’épisode du Taureau céleste), adapté par Kevin et Kent Dixon, est publié dans l'anthologie Le Canon graphique. En 2017, l'auteur de bande dessinée allemand Jens Harder publie Gilgamesh, dont le scénario est très proche du texte antique et dont les dessins s'inspirent de l'iconographie assyrienne. En 2018, les Dixon ont fait paraître leur version complète de l’œuvre.
À partir de 2019, la série « La sagesse des mythes » de Luc Ferry, Clotilde Bruneau et Pierre Taranzano relate l'épopée de Gilgamesh, suivant au plus près le texte original. Trois tomes sont prévus, édités par Glénat.
D'autres bandes dessinées ne cherchent pas à relater l'épopée elle-même, mais s'en inspirent ou y font référence dans des intrigues originales. Gilgamesh, bande dessinée fantastique de Jean-Yves Mitton et Franck Zimmerman parue chez Soleil en 1996, implique le héros dans une intrigue de science-fiction ayant pour cadre la première guerre du Golfe. L'Épopée de Gilgamesh, premier tome d'une série inachevée par Julien Blondel et Alain Brion parue chez Soleil en 2010, est une adaptation très libre relevant davantage de la fantasy.
Gilgamesh a également inspiré un personnage de super-héros du même nom de l'univers Marvel, membre du groupe appelé Éternels. L’Épopée n'est en général évoquée que par des allusions dans les différents comics dans lesquels le personnage apparaît. Mais une des aventures de Captain America (Captain America Annual #11, 1992) raconte le voyage dans le passé de ce super-héros, qui rencontre Gilgamesh et l'accompagne dans sa quête infructueuse de l'immortalité jusqu'à Utnapishtim.

### Littérature mésopotamienne
- (en) Benjamin R. Foster, Before the Muses: an Anthology of Akkadian Literature, Bethesda, CDL Press, 2005 ;
- (en) Scott B. Noegel, « Mesopotamian Epic », dans John Miles Foley (dir.), A Companion to Ancient Epic, Malden et Oxford, 2005, p. 233-245.

### Traductions de l'Épopée
- Jean Bottéro, L’Épopée de Gilgameš : le grand homme qui ne voulait pas mourir, Gallimard, coll. « L'aube des peuples », 1992 ;
- Raymond-Jacques Tournay et Aaron Shaffer, L’Épopée de Gilgamesh, Paris, Le Cerf, coll. « Littératures anciennes du Proche-Orient », 1994 ;
- (en) Simo Parpola, The Standard Babylonian Epic of Gilgamesh, Helsinki, The Neo-Assyrian Text Corpus Project, 1997 ;
- (en) Andrew R. George, The Epic of Gilgamesh : A New Translation, Oxford, Penguin Classics, 1999 ;
- (en) Benjamin R. Foster (dir.), The Epic of Gilgamesh, New York, W. W. Norton, 2001 ;
- (en) Andrew R. George, The Babylonian Gilgamesh Epic : Introduction, Critical Edition and Cuneiform Texts, Oxford, Oxford University Press, 2003 (2 volumes) ;
- (de) Stefan M. Maul, Das Gilgamesch-Epos, Munich, C. H. Beck, 2014.

### Études sur l'Épopée
- (en) G. S. Kirk, Myth : Its Meaning & Functions in Ancient & Other Cultures, Berkeley et Los Angeles, Cambridge University Press et University of California Press, 1970, p. 132-152 ;
- (en) Thorkild Jacobsen, The Treasures of Darkness : A History of Mesopotamian Religion, New Haven, Yale University Press, 1976, p. 193-219 ;
- (en) Jeffrey H. Tigay, The Evolution of the Gilgamesh Epic, Wauconda, Bolchazy-Carducci Publishers, 1982 ;
- (en) William L. Moran, « The Gilgamesh Epic: A Masterpiece from Ancient Mesopotamia », dans Jack M. Sasson (dir.), Civilizations of the Ancient Near East, New York, 1995, p. 2327-2336 ;
- (en) Rivkah Harris, Gender and Aging in Mesopotamia : the Gilgamesh Epic and Other Ancient Literature, Norman, University of Oklahoma Press, 2000 ;
- (en) Tzvi Abusch, « The Development and Meaning of the Epic of Gilgamesh: An Interpretive Essay », Journal of the American Oriental Society, vol. 121, no 4,‎ 2001, p. 614-622 ;
- (en) Andrew R. George, « Gilgamesh and the Literary Traditions of Ancient Mesopotamia », dans Gwendolyn Leick (dir.), The Babylonian World, New York, 2007, p. 447-459 ;
- (de) Walther Sallaberger, Das Gilgamesch-Epos : Mythos, Werk und Tradition, Munich, C. H. Beck, 2008.
- (en) Louise M. Pryke, Gilgamesh, Londres et New York, Routledge, 2019.
- « L'Épopée de Gilgamesh, Voyage initiatique en Mésopotamie », Mythologie(s) Magazine, vol. 49,‎ juillet-août-septembre 2022, p. 24-107

### Sur la postérité de l'Épopée
- (en) David Damrosch, The Buried Book. The Loss and Rediscovery of the Great Epic of Gilgamesh, New York, Henry Holt, 2006
- (en) Theodore Ziolkowski, Gilgamesh Among Us. Modern Encounters With the Ancient Epic, Ithaca, Cornell University Press, 2011 (ISBN 978-0-8014-5035-8).